# Alberto Sordi
Alberto Sordi (Roma, 15 giugno 1920 – Roma, 24 febbraio 2003) è stato un attore, regista, comico, sceneggiatore, conduttore radiofonico, compositore, cantante e doppiatore italiano.
Fra i più importanti attori del cinema italiano, ha recitato in oltre 150 film, di cui 18 anche diretti; sviluppò ambizioni artistiche in età giovanissima, cimentandosi in diverse attività tra cui canto, doppiaggio, radio e teatro di rivista, oltre a una gavetta di 15 anni nel cinema in parti da comparsa o comprimario, prima di giungere all'affermazione definitiva come attore protagonista nei primi anni '50, fino al debutto alla regia nel 1966; è considerato uno dei più grandi interpreti della commedia all'italiana con Nino Manfredi, Vittorio Gassman e Ugo Tognazzi, un quartetto al quale è generalmente accostato anche Marcello Mastroianni. Inoltre, insieme ad Aldo Fabrizi e Anna Magnani, fu tra i massimi esponenti della romanità cinematografica.
Filo conduttore della sua carriera durata oltre 60 anni fu la continua osservazione dell'evoluzione della società italiana, dalla quale, in collaborazione con registi, soggettisti e sceneggiatori di punta del cinema italiano (molti dei quali ricorrenti), trasse ispirazione per l'ideazione di molti dei suoi personaggi e ruoli, spesso associati con l'archetipo dell’"italiano medio", rappresentativo di virtù, difetti, contraddizioni e peculiarità del Paese.

## Biografia

### La famiglia

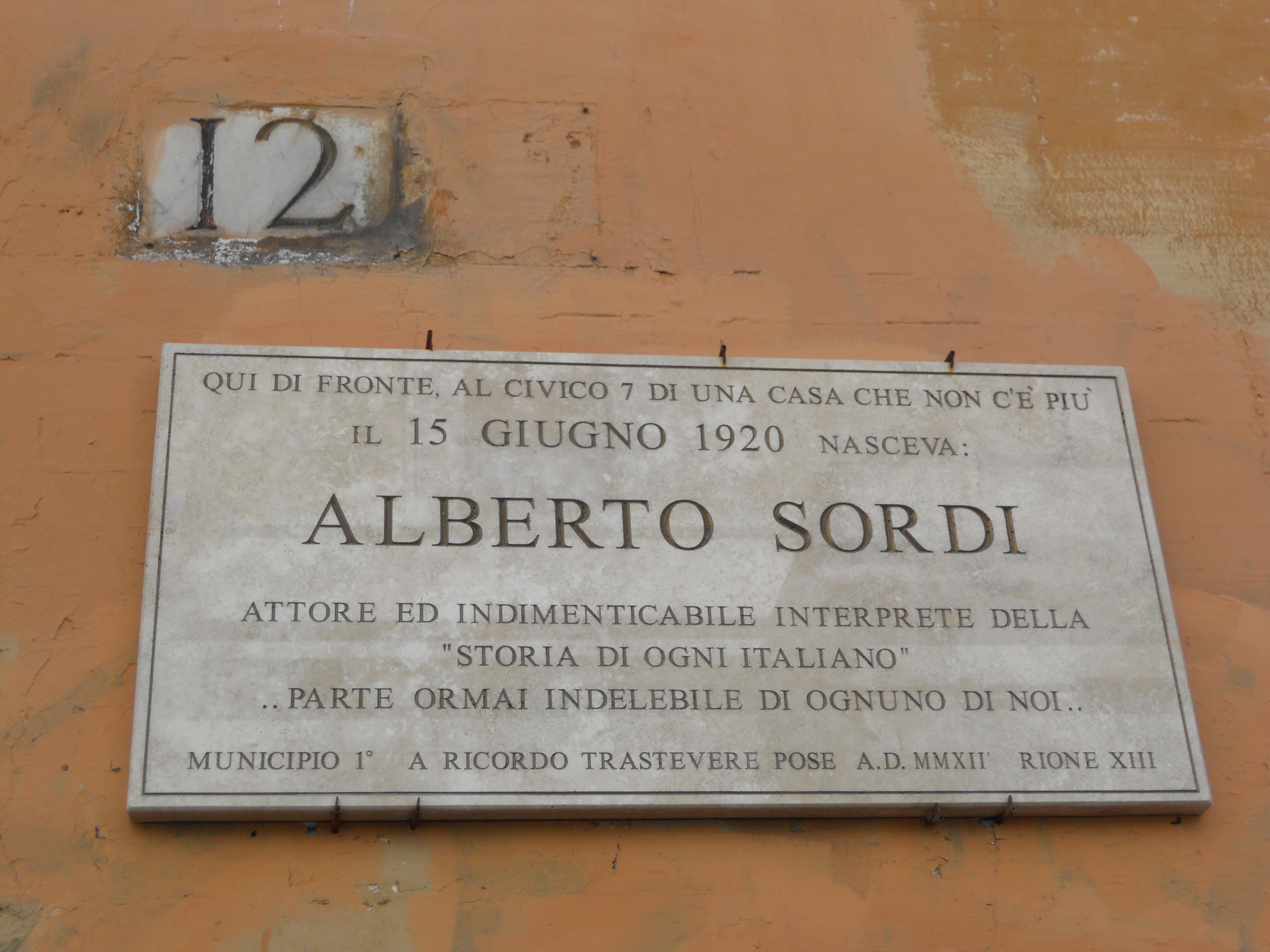
Targa commemorativa presso il luogo di nascita di Alberto Sordi a Trastevere

Alberto Sordi nacque a Roma, in via San Cosimato 7, nel rione di Trastevere, il 15 giugno del 1920, ultimo figlio di Pietro Sordi (1879-1941), originario di Valmontone, professore di musica e strumentista, titolare della tuba contrabbasso dell'orchestra del Teatro dell'Opera di Roma, e di Maria Righetti (1889-1952), originaria di Sgurgola, insegnante elementare. I coniugi Sordi avevano contratto matrimonio il 30 luglio 1910 a Pesaro, la città in cui si erano incontrati e dove risiedevano. Qui, il padre Pietro aveva inoltre studiato e conseguito il diploma di strumentista presso il Conservatorio Rossini.
La famiglia era composta anche dalla sorella Savina (1911-1972), insegnante di religione, dal fratello Giuseppe (1915-1990), ingegnere e, per lungo tempo, suo amministratore, e dalla sorella Aurelia (1917-2014), insegnante di religione, mentre il terzogenito, anch'egli di nome Alberto, era morto il 24 maggio 1916 dopo pochi giorni di vita. Anche i nonni paterni, Francesco Sordi (1847-1904) e Filotea Piacentini (1850-1941), erano di Valmontone, e lì Alberto trascorse parte dell'infanzia.

### Le prime esperienze (1926 - 1936)
Nel 1926 vinse un concorso di bellezza per bambini, aggiudicandosi una tessera familiare per entrare gratis, per un anno, al cinema Italia Nova di Trastevere. A Roma, frequentò la scuola elementare "Armando Diaz" e fu qui che, in quinta classe, su iniziativa di un docente di educazione fisica appassionato di teatro, iniziò a recitare nel "Teatrino delle marionette", una piccola compagnia itinerante in cui gli attori interpretavano i personaggi in voga dei giornalini di quell'epoca. Partecipò al coro di Santa Maria in Trastevere, la sua parrocchia, e successivamente fu componente del coro dei pueri cantores della Cappella musicale pontificia sistina diretto da don Lorenzo Perosi, fino alla precoce trasformazione della voce in basso verso i 10 anni di età e divenuta poi una delle sue caratteristiche distintive. Frequentò l'Accademia di canto di Via Gregoriana; studiò canto lirico e si esibì sulla scena operistica per un certo periodo della giovinezza.
Nel 1936 si recò a Milano, su invito della casa discografica Fonit, per incidere un disco di fiabe musicali dedicate all'infanzia, tratte da racconti scritti da lui e pubblicati su un settimanale dell'epoca; con il ricavato e con altri lavori saltuari si finanziò la frequenza al corso di recitazione all'Accademia dei filodrammatici. Per trasferirsi al nord abbandonò gli studi all'Istituto di Avviamento Commerciale "Giulio Romano" di Trastevere (conseguì comunque come privatista il diploma di ragioniere alcuni anni più tardi per fare contenta la madre). L'esperienza ebbe un esito fallimentare e portò all'espulsione del giovane Sordi dovuta alla sua marcata inflessione dialettale romanesca e alla sprezzante valutazione della maestra Emilia Varini sulla sua presunta carenza di talento attoriale.
Tentò la strada del teatro leggero, riuscendo a ottenere una scrittura, insieme al suo amico romano Gaspare Cavicchi al cinema teatro Pace di Milano. Tuttavia, la prima esibizione fu un insuccesso; scoraggiato dall'esito negativo, Alberto decise di tornare a Roma.

### Comparsa e doppiatore (1937 - 1956)

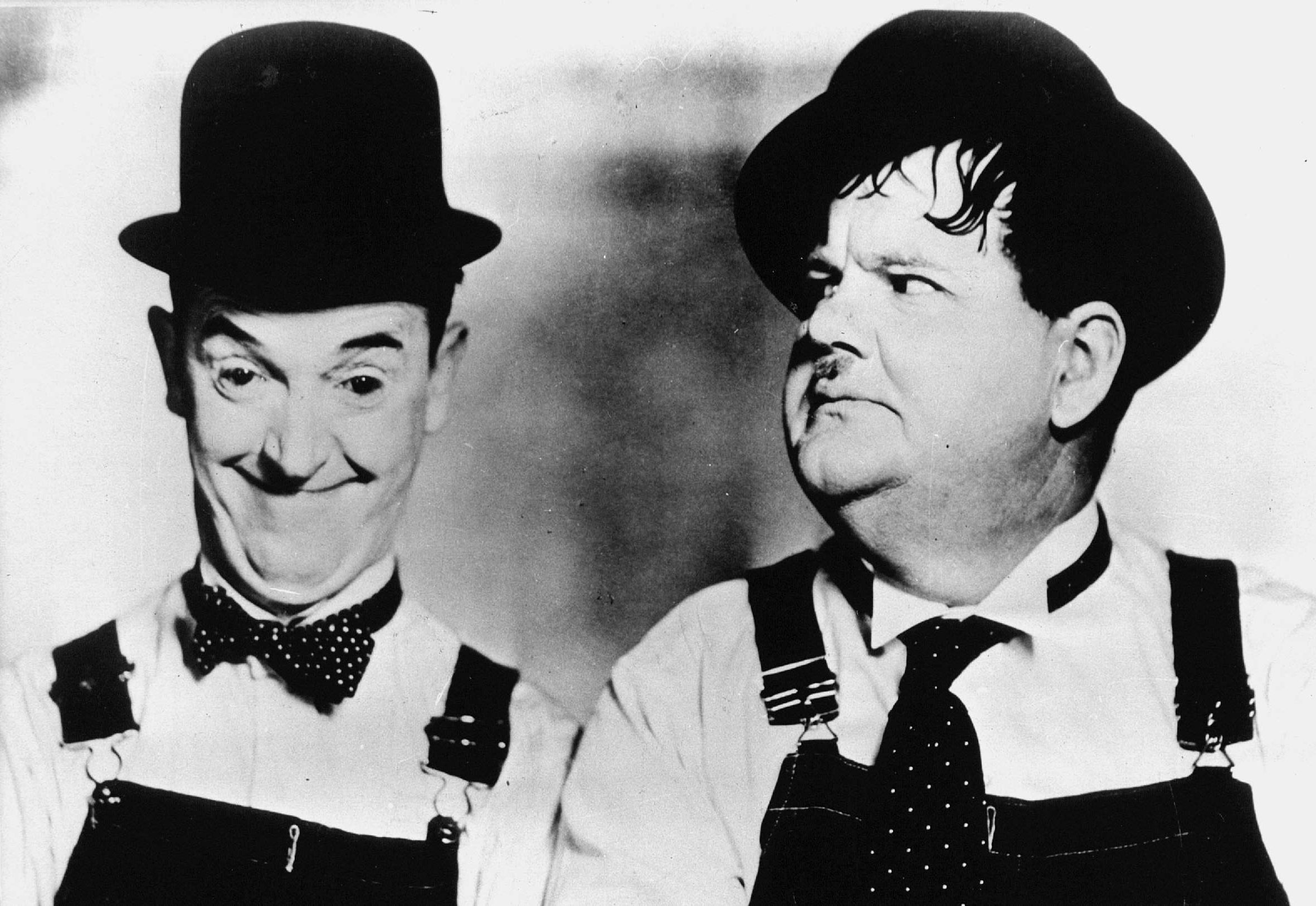
Stanlio e Ollio (Stan Laurel e Oliver Hardy), il duo comico per il quale Sordi prestò la voce a Ollio a partire dal 1939

Rientrato nella capitale, nel 1937 trovò lavoro come comparsa a Cinecittà, apparendo nel film kolossal Scipione l'Africano in un ruolo da generico soldato romano. Nello stesso anno vinse un concorso indetto dalla Metro-Goldwyn-Mayer per doppiare la voce di Oliver Hardy insieme a Mauro Zambuto, che prestava la voce a Stan Laurel. Si presentò alle audizioni privo di esperienza specifica di doppiaggio e con poche aspettative di successo, considerata la concorrenza di professionisti affermati del settore; fu il direttore del doppiaggio della MGM Franco Schirato a ritenere il suo registro basso e il timbro di voce «caldo e pastoso» un connubio ideale per la notevole mole del personaggio (nonostante la voce di Hardy fosse in realtà nel registro tenorile); fu scritturato, debuttando nel ridoppiaggio della comica Sotto zero nel 1939, seguita dal lungometraggio I diavoli volanti nello stesso anno.

Sordi con Mauro Zambuto nel 1946 durante una sessione di doppiaggio di Noi siamo le colonne di Stanlio e Ollio.

Come doppiatore, Sordi ebbe una carriera prolifica durata quasi 20 anni; oltre a numerosi altri film di Stanlio e Ollio, diede la voce, tra gli altri, a Bruce Bennett, Anthony Quinn, John Ireland, Robert Mitchum, Pedro Armendáriz e, per gli italiani, a Franco Fabrizi e Marcello Mastroianni, nel film Domenica d'agosto (1950). La sua voce è riconoscibile anche nei film di Frank Capra La vita è meravigliosa (1946) e di Vittorio De Sica Ladri di biciclette (1948), nonché nel film di Alessandro Blasetti Prima comunione (1950). Il 25 giugno di quell'anno, Sordi ebbe anche l'occasione di incontrare e doppiare dal vivo Hardy, nascosto dietro il sipario assieme a Zambuto, in occasione di una tournée italiana di Laurel & Hardy a Villa Aldobrandini a Roma, dove era stato organizzato uno spettacolo per bambini. Fu anche grazie al suo ruolo di voce di Ollio che riuscì a ottenere le prime scritture nel teatro di rivista, (inizialmente presentandosi con lo pseudonimo Albert Odisor), dove si cimentò nell'imitazione di entrambi. 

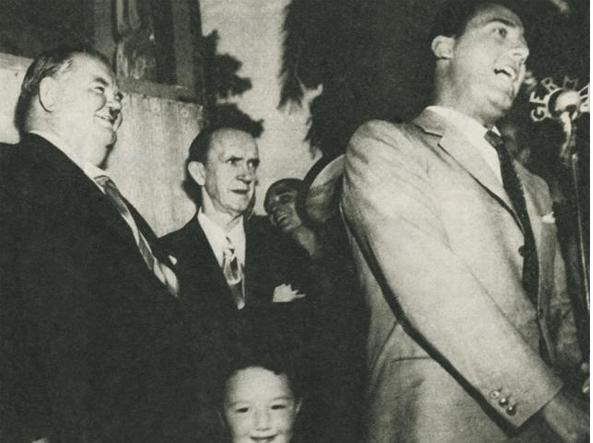
Stan Laurel e Oliver Hardy con Alberto Sordi a Villa Aldobrandini, 25 giugno 1950.

Concluse la sua esperienza di doppiaggio con I pinguini ci guardano del 1956, dove gli animali presenti nella pellicola parlano con le voci di famosi attori.
In due occasioni, Sordi si trovò come interprete a essere doppiato da un altro attore: nel film Cuori nella tormenta diretto da Carlo Campogalliani nel 1940, venne doppiato da Gualtiero De Angelis, e nel film Il Passatore, diretto da Duilio Coletti nel 1947, dove interpretava il ruolo di un brigante, gli prestò la voce Carlo Romano.

### Il teatro di rivista, ruoli minori e la guerra (1936 - 1953)

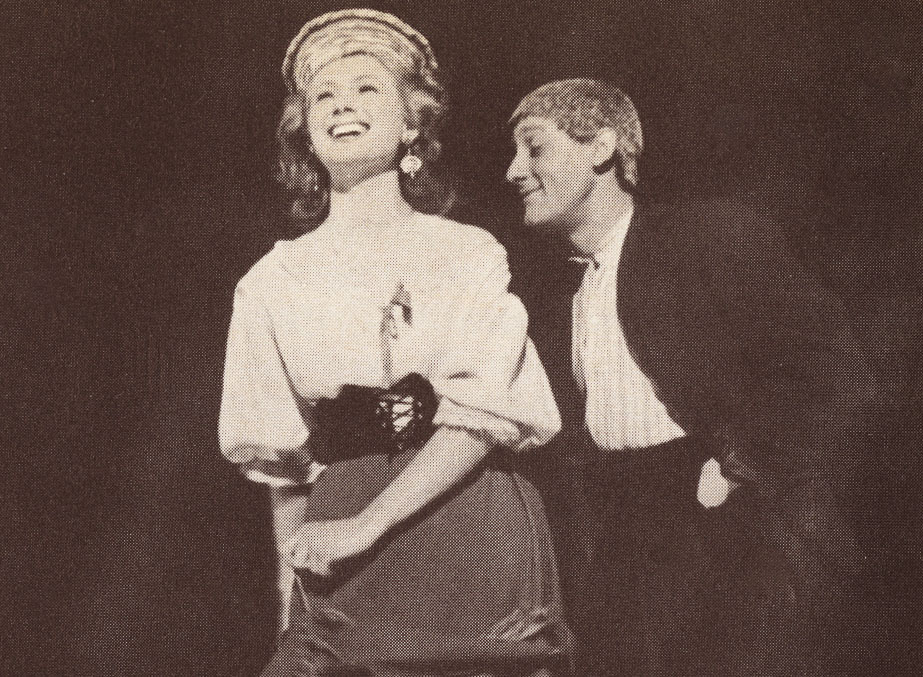
Olga Villi e Alberto Sordi in Ritorna Za-Bum (1943)

Nel teatro leggero, dopo un tentativo infruttuoso con la compagnia di Aldo Fabrizi e Anna Fougez avvenuto nella stagione 1936-1937 nello spettacolo San Giovanni, ritentò in quella seguente, riuscendo finalmente a debuttare nel teatro di rivista nella compagnia di Guido Riccioli e Nanda Primavera nella stagione 1938-1939 con lo spettacolo Ma in campagna è un'altra... rosa. In questo spettacolo ebbe inizialmente il ruolo di stilé (ballerino di fila), fu poi promosso al ruolo di maggiordomo in uno sketch di Benini e Gori scritto appositamente per lui.
Al teatro, alternò in questo periodo la partecipazione a circa 20 film, per lo più in ruoli minori, come nel 1938 in La principessa Tarakanova con Anna Magnani e, l'anno successivo in La notte delle beffe. Di maggior rilievo fu la presenza in due film di regime del 1942: Giarabub di Goffredo Alessandrini e, da co-protagonista, I 3 aquilotti di Mario Mattoli oltre a L'innocente Casimiro di Carlo Campogalliani (1945). Ebbe anche l'occasione di lavorare con l'attore genovese Gilberto Govi e con un giovane Walter Chiari nel ruolo di un impresario argentino nel film Che tempi!, versione cinematografica della commedia teatrale Pignasecca e Pignaverde di Emerico Valentinetti.
Nel 1940, Alberto Sordi fu chiamato alle armi. Su intercessione di alcune conoscenze del padre, riuscì a evitare il fronte e venne arruolato nel Regio Esercito come allievo musicante. Prestò servizio presso la banda musicale presidiaria dell'81º Reggimento fanteria "Torino", accompagnando le partenze dei militari italiani per la breve campagna francese. Il servizio militare gli lasciò sufficiente tempo libero per proseguire la sua carriera artistica. È di questo periodo (stagione 1941-1942) la partecipazione a Tutto l'oro del mondo con la compagnia di Guido Fineschi e Maria Donati, Teatro della caricatura (1942) accanto a Fanfulla, Ritorna Za-Bum (1943) e Sai che ti dico? (1944) entrambe scritte da Marcello Marchesi e dirette da Mario Mattoli, la rivista musicale Un mondo di armonie di Alberto Semprini (1944), Imputati... alziamoci! di Michele Galdieri (1945), Soffia so'... di Garinei & Giovannini (1946), E lui dice... di Benecoste, diretto da Oreste Biancoli e Adolfo Celi (1947) e infine, nella stagione 1952-1953, Gran baraonda; fu questa la sua ultima apparizione sul palcoscenico, accanto a Wanda Osiris, che avrà poi modo di dirigere nel 1973 in una scena di Polvere di stelle, film ambientato proprio nel mondo della rivista.

### La radio (1946 - 1953)
(Da conversazioni di Alberto Sordi, come documentato in d'Amico, La commedia all'italiana, op.cit.)

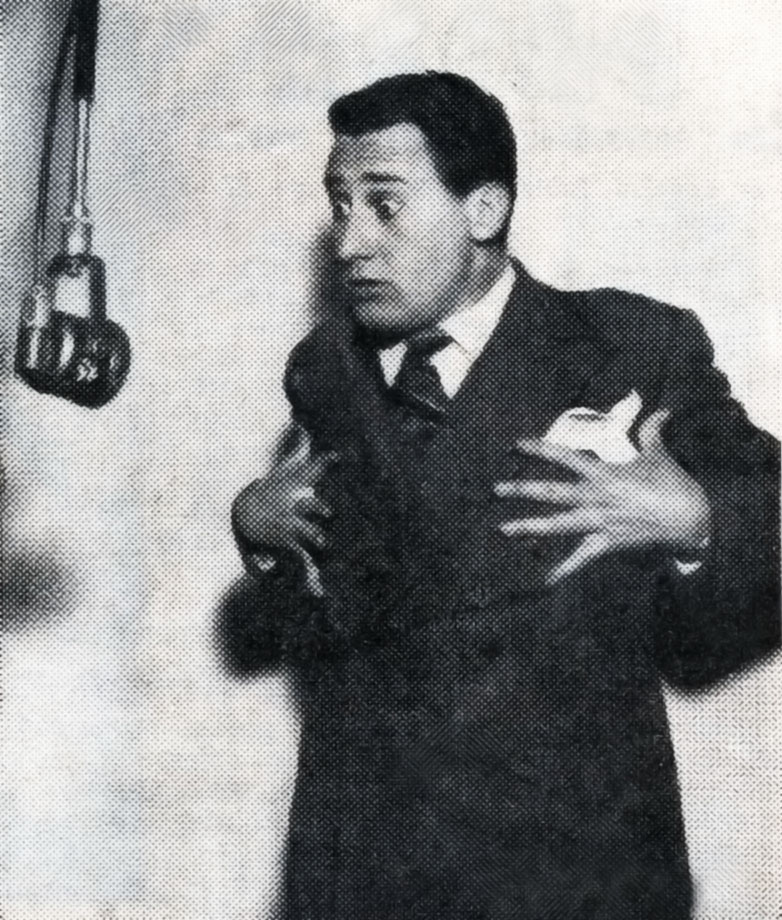
Alberto Sordi negli studi di Radio Rai nel 1950

Fu alla radio, tra il 1946 e il 1953, che cominciò a ottenere una certa notorietà. Nel 1946, ispiratosi agli ambienti dell'Azione Cattolica, ideò la sua satira dei personaggi de I compagnucci della parrocchietta, dal caratteristico parlato nasale e atteggiamento da "persona come si deve". Uno di questi personaggi piacque talmente a Vittorio De Sica da proporre a Sordi la trasposizione cinematografica in Mamma mia, che impressione! del 1951, suo primo film da protagonista, attraverso la neonata P.F.C.(Produzione Film Comici), fondata da essi stessi. Il film, sceneggiato da Cesare Zavattini e diretto da Roberto Savarese, pur basato sul modello di recitazione tutto verbale sperimentato in radio, contribuì al consolidamento del personaggio, poi riproposto in altri lavori minori. Il responso critico prevalentemente negativo e i modestissimi incassi al botteghino sancirono il fallimento del progetto e della casa di produzione ma contribuirono a consolidare l'amicizia tra Sordi e De Sica, che collaborarono in numerose occasioni successive.

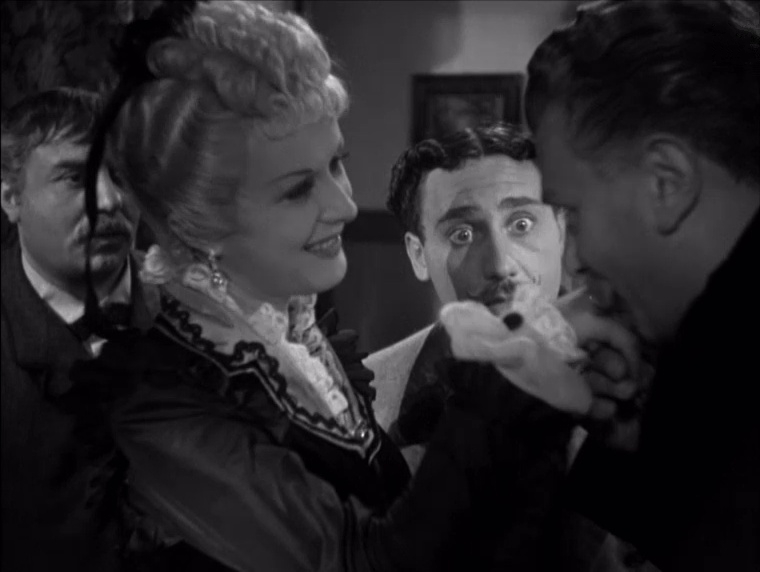
Alberto Sordi in Le miserie del signor Travet (1945) con Carlo Campanini, Vera Carmi e Gino Cervi

Furono di questo periodo le partecipazioni a vari programmi (alcuni presentati da Corrado), che lo lanciarono in radio: Oplà (1947), Vi parla Alberto Sordi (1948-1950) e Rosso e nero (1951). Qui creò altri personaggi come il Signor Dice in collaborazione con Fiorenzo Fiorentini ed Ettore Scola, il Conte Claro, e Mario Pio. Quest'ultima caratterizzazione fu presentata anche al cinema nel film d'esordio di Mauro Bolognini, Ci troviamo in galleria del 1953, oltre alla riproposizione radiofonica, durante la stagione 1968-1969, nella trasmissione Gran varietà; fu anche ripresa da Alighiero Noschese, nel 1970, nella trasmissione satirica Doppia coppia.
Al mezzo radiofonico, nel 1947, dedicò anche un omaggio con il film Il vento m'ha cantato una canzone diretto da Camillo Mastrocinque, accanto a Loris Gizzi, Galeazzo Benti e Laura Solari, impersonando l'amico di un cantante desideroso di sfondare a livello nazionale in un radiodramma sponsorizzato da una fantomatica radio privata italiana, Radio Sibilla.
A parte la riproposizione di personaggi noti in Gran varietà sul finire degli anni sessanta, l'ultima esperienza radiofonica prima che il cinema divenisse preponderante nella sua carriera fu Il teatrino di Alberto Sordi, in onda solo per pochi mesi sul Secondo Programma tra il 1952 e il 1953.

### La grande popolarità (1952 - 1958)

Alberto Sordi e Brunella Bovo in Lo sceicco bianco (1952)

Tra il 1953 e il 1955, la carriera cinematografica di Alberto Sordi giunse a un'importante svolta. Dopo il modesto riscontro di pubblico, e i giudizi della critica cinematografica dell'epoca in prevalenza negativi per il film Lo sceicco bianco (1952) di Federico Fellini, Sordi ottenne maggiore successo con il ruolo da non protagonista in I vitelloni (1953), anch'esso diretto da Fellini, incentrato su un gruppo di giovani riminesi che, nel vuoto di ideali e prospettive lasciato dalla guerra, si trovano confusi e disorientati, incapaci di trovare scopi e interessi.

Alberto Sordi, fotogramma della scena dell'ombrello in I vitelloni (1953)

Nonostante alcune iniziali controversie sulla sua capacità di attrarre il pubblico, la fiducia di Fellini nelle qualità di Sordi si rivelò decisiva. Giunto nelle sale, alcuni noleggiatori di pellicole avevano preteso che il nome di Sordi non apparisse sui manifesti a causa del precedente insuccesso di Lo sceicco bianco. Tuttavia, il personaggio malinconico e cinico di Alberto nei vitelloni contribuì al successo di Sordi, che da quel momento in poi lavorò senza interruzioni, arrivando a girare fino a dieci film all'anno.
(Alberto Sordi a proposito di Nando Mericoni, intervista a Donatella Baglivo del 1997, cfr. Righetti, Alberto Sordi segreto, op.cit.)

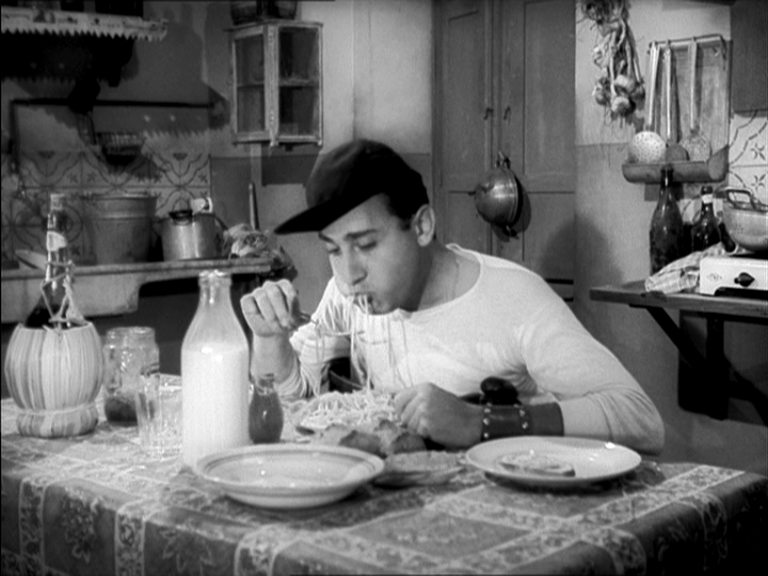
Interpretazione di Nando Mericoni nell'iconico monologo dei maccheroni in Un americano a Roma (1954)

Ai due lavori con Fellini seguì, tra gli altri 31 film girati tra il 1951 e il 1955, un trittico di pellicole dirette da Steno: Un giorno in pretura (1953), Un americano a Roma (1954) e Piccola posta (1955). In questi, Sordi diede vita al personaggio del giovane vigliacco, approfittatore, indolente e qualunquista, un archetipo che sarebbe diventato una caratteristica distintiva di molti dei suoi ruoli degli anni Cinquanta. Con il primo di questi Sordi consolidò la sua notorietà, interpretando Ferdinando "Nando" Mericoni, un ragazzo romano scansafatiche, logorroico e petulante, ossessionato dal mito dell'America. Questo personaggio ottenne un tale riscontro che venne ulteriormente sviluppato in Un americano a Roma, il primo film da protagonista coronato da un gran successo al botteghino, incassando circa 380 milioni di lire (equivalenti a circa 7 milioni di euro al 2025). La popolarità del personaggio cinematografico varcò addirittura i confini nazionali e gli valse un invito a Kansas City (un ricorrente tormentone di Mericoni) nel 1955, dove, accolto con tutti gli onori e alla presenza del presidente Eisenhower, venne nominato cittadino onorario e governatore onorario dell'American Royal.

Alberto Sordi con Franca Valeri in Il segno di Venere (1955)

Tra le sue altre interpretazioni di questo periodo ve ne furono alcune ritenute esempi significativi della commedia all'italiana. In Bravissimo di Luigi Filippo D'Amico (1955) Sordi interpretò il maestro elementare supplente Impallato, che scopre casualmente un allievo prodigio nel canto lirico e lo sfrutta per ottenere riconoscimenti e ricchezza. Un'altra commedia ambientata nel mondo della musica fu Mi permette, babbo!, in cui si narrano le vicende di uno studente di canto viziato, presuntuoso e mantenuto dall'esasperato suocero (interpretato da Aldo Fabrizi), che aspira a calcare le scene della lirica. Vi presero parte anche affermati cantanti lirici dell'epoca, tra cui il basso senese Giulio Neri. Altre interpretazioni furono il rigattiere Peppino in Fortunella di Eduardo De Filippo (1958) e il gondoliere rivale in amore di Nino Manfredi in Venezia, la luna e tu di Dino Risi (1958).

Con Vittorio De Sica in Il conte Max (1957)

Tra i film minori di questo periodo è da citare, poiché ritenuto perduto per lungo tempo, Lo scocciatore (Via Padova 46), diretto nel 1953 da Giorgio Bianchi, dove Sordi interpretò il ruolo di un molesto e petulante vicino di casa di un impiegato (Peppino De Filippo) alla ricerca di un'avventura galante. Una copia incompleta (poi pubblicata in DVD) fu ritrovata nel giugno 2003 dalla Cineteca di Bologna.

### L'italiano medio di Sordi
(Rodolfo Sonego, a proposito di Alberto Sordi.
Tatti Sanguineti - Il cervello di Alberto Sordi, op.cit.)
Con l'avvento della commedia all'italiana diede vita a una moltitudine di personaggi che la critica identificò come assimilabili all'italiano medio, spesso collaborando anche al soggetto e alla sceneggiatura dei film interpretati.

Vi sono nei personaggi di Sordi delle caratteristiche ricorrenti: tendenzialmente prepotenti con i deboli e servili con i potenti, a cui cercano di mendicare qualche privilegio. Secondo alcuni, proporre personaggi di questo tipo darebbe il "cattivo esempio", porterebbe infatti certi spettatori che altrimenti non avrebbero avuto il coraggio di rivendicare la propria pochezza, ad avere un alibi e addirittura un esempio da seguire, sentendosi rappresentati e legittimati.

Alberto Sordi in Il boom (1963)

### La svolta degli anni sessanta (1959 - 1965)
(Alberto Sordi, intervista al Taormina Film Festival, luglio 2001)

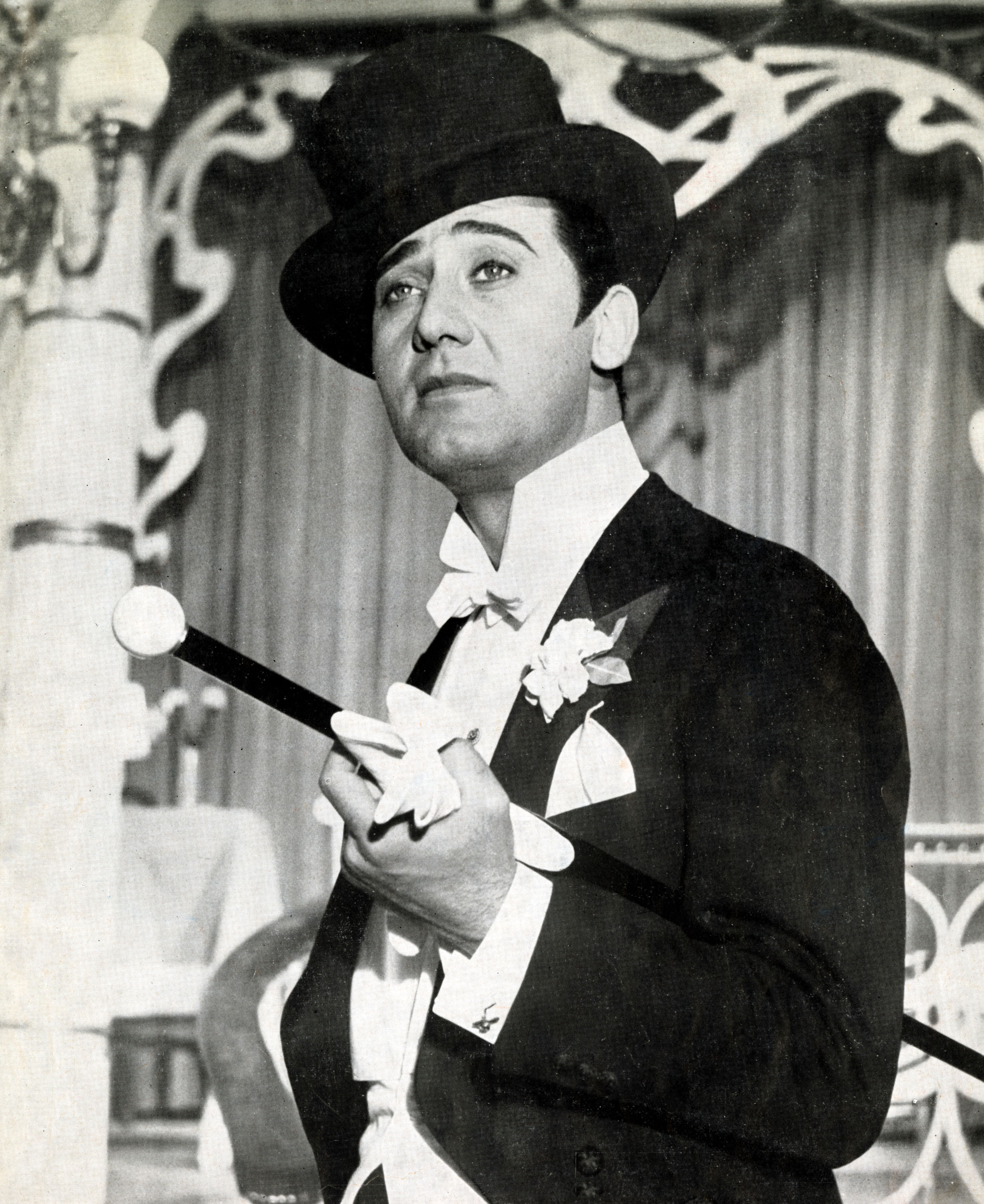
Alberto Sordi nel 1960 nel film Gastone

Alberto Sordi (a destra) sul set di La grande guerra (1959) con Vittorio Gassman e Silvana Mangano

Alberto Sordi con Eduardo in Tutti a casa (1960)

A partire da La grande guerra diretto da Mario Monicelli nel 1959 (nel quale interpreta un soldato indolente e imboscato, costretto suo malgrado a morire da eroe), si distinse come interprete versatile, calandosi anche in ruoli drammatici. Interpretò nello stesso anno il ruolo di un marito - megalomane e inconcludente - di una donna ricchissima (interpretata da Franca Valeri) in Il vedovo, diretto da Risi nel 1959 e il componente di una commissione censoria che giudica impietosamente manifesti e film piccanti salvo poi, in privato, reclutare a fini immorali ballerine di night club in Il moralista di Giorgio Bianchi (1959). 
Tra le interpretazioni di rilievo dei primi anni '60 sono da citare il sottotenente Innocenzi di Tutti a casa di Luigi Comencini (1960), il vigile inflessibile costretto a capitolare davanti al potente di turno in Il vigile di Luigi Zampa (1960), il giornalista Silvio Magnozzi di Una vita difficile di Dino Risi (1961), il piccolo imprenditore oberato dai debiti disposto a vendere un occhio per riassestare le sue finanze e accontentare una moglie sin troppo esigente in Il boom di Vittorio De Sica (1963).

### Il debutto alla regia (1963 - 1969)
Sordi aveva manifestato il desiderio di cimentarsi nella regia cinematografica già dal 1962, per interpretare un personaggio che aveva in mente, disponendo di piena discrezionalità sulla realizzazione. Fu supportato dal produttore Dino de Laurentiis, per il quale tuttavia doveva girare ancora 6 film come attore, prima di poter concretizzare il progetto. Ebbe comunque l'occasione di introdursi nel campo della regia con il film Il diavolo (1963) che, pur diretto formalmente da Gian Luigi Polidoro, gli permise una certa discrezionalità, trattandosi di una pellicola ampiamente improvvisata della cui realizzazione si attribuì ampio merito, non senza strascichi polemici da parte dello stesso Polidoro.
Debuttò alla prima delle sue 18 regie nel 1966 con Fumo di Londra, basato sui risvolti comportamentali e sociali di un italiano in trasferta all'estero, tematica che si rivelerà ricorrente nelle sue regie e già affrontata in Il diavolo. Seguì nello stesso anno, Scusi, lei è favorevole o contrario?, ritratto di un agiato commerciante di tessuti, separato dalla moglie, con tante amanti da mantenere quanti sono i giorni della settimana, in un'Italia scossa dalle polemiche sull'eventuale introduzione del divorzio. Tornò a impersonare un italiano all'estero, anche dirigendosi, in Un italiano in America, insieme con Vittorio De Sica (1967); due anni dopo realizzò il primo dei tre film con Monica Vitti Amore mio aiutami.

Alla direzione, continuò ad alternare nel decennio interpretazioni per altri registi come ad esempio il giovane medico disposto a qualsiasi compromesso per far carriera, fino a diventare primario in una clinica di lusso nel dittico Il medico della mutua di Luigi Zampa (1968) e Il prof. dott. Guido Tersilli primario della clinica Villa Celeste convenzionata con le mutue di Luciano Salce (1969) e l'editore partito alla ricerca del cognato disperso in Africa in Riusciranno i nostri eroi a ritrovare l'amico misteriosamente scomparso in Africa? di Ettore Scola (1968).

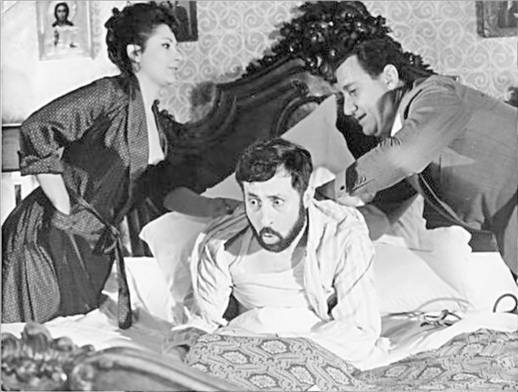
Sordi con Adriana Giuffrè e Leopoldo Trieste in Il medico della mutua di Luigi Zampa (1968)

Nel 1969 fu membro del VI Festival cinematografico internazionale di Mosca.

### Gli anni settanta (1970 - 1979)

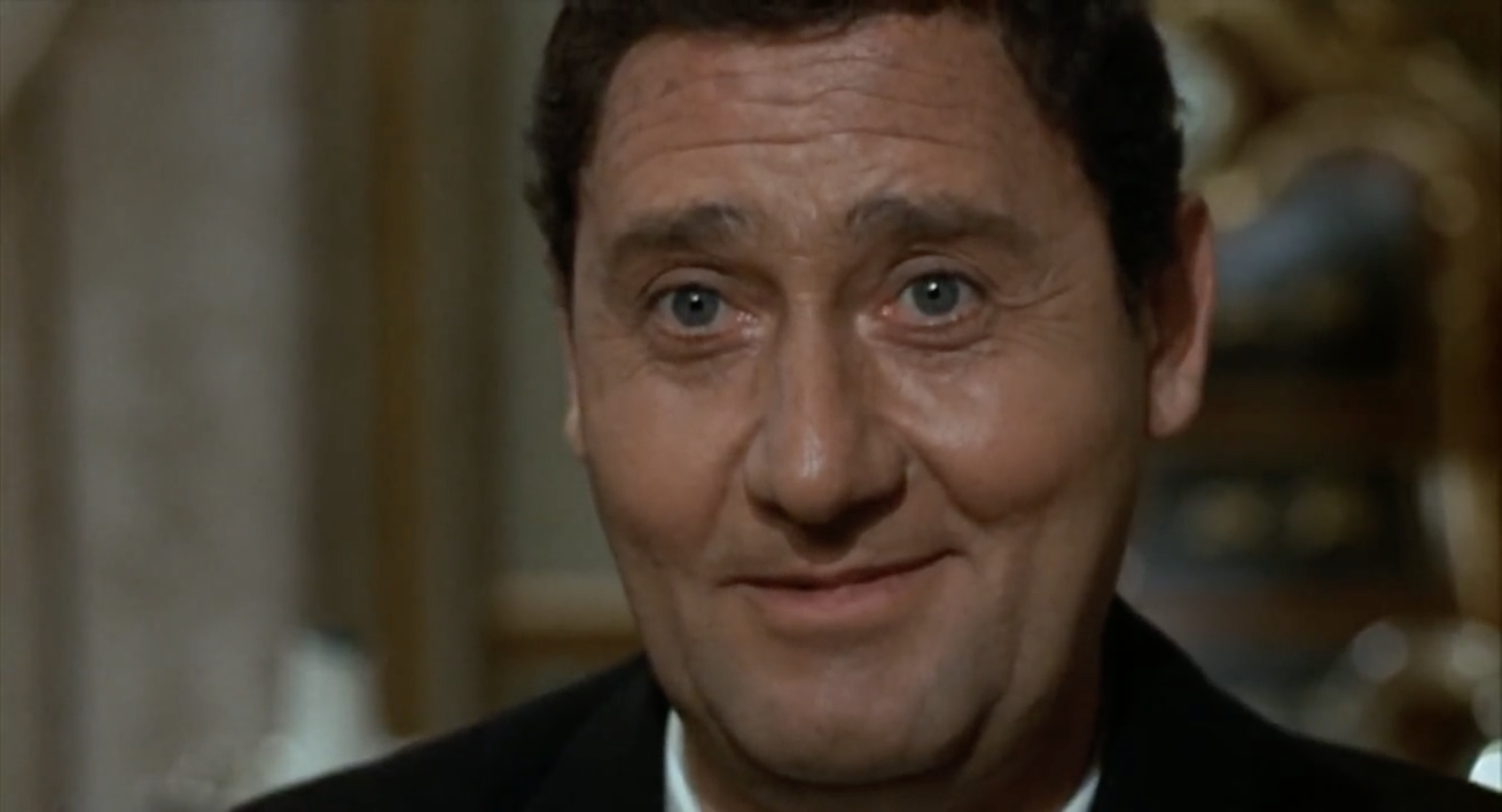
Alberto Sordi nel film Lo scopone scientifico (1972)

Sordi inaugurò il decennio dirigendosi nell'episodio La camera dal collettivo Le coppie (1970). Tra gli altri personaggi dei primi anni '70 vi sono il geometra incarcerato senza motivo mentre si trova in vacanza di Detenuto in attesa di giudizio di Nanni Loy (1971) (per questo ruolo si aggiudicò nel 1972 l'Orso d'argento al Festival di Berlino), l'emigrato sfortunato in Bello, onesto, emigrato Australia sposerebbe compaesana illibata (1971) di Luigi Zampa in coppia con Claudia Cardinale, e il baraccato che una volta all'anno insieme alla moglie (Silvana Mangano) organizza interminabili partite a carte nella villa lussuosa di una ricca e bizzarra signora con segretario ed ex amante al seguito (impersonati da Bette Davis e Joseph Cotten) in Lo scopone scientifico di Luigi Comencini (1972).
Tornò alla regia per Polvere di stelle (1973), con co-protagonista Monica Vitti e Finché c'è guerra c'è speranza (1974). Tre anni dopo ricoprì il drammatico ruolo in Un borghese piccolo piccolo di Mario Monicelli (1977), generalmente ritenuto il vertice delle sue capacità recitative. Concluse il decennio con l'episodio, anche diretto, Le vacanze intelligenti dal film collettivo Dove vai in vacanza? (1978) e con Il malato immaginario, diretto da Tonino Cervi nel 1979, la prima delle libere trasposizioni di Molière su cui tornerà verso fine carriera.

### Gli anni ottanta (1980 - 1989)
Negli anni '80, Sordi continuò a proporre personaggi che riflettevano i difetti e le contraddizioni della società italiana, ma con una cifra stilistica che parte della critica cinematografica ritenne meno incisiva e approfondita rispetto alle opere precedenti. Di spessore inferiore risultarono quindi, secondo la stessa critica, i film realizzati nell'ultima fase della sua carriera; un declino condizionato dal tramonto generale del filone della commedia all'italiana, ma anche attribuito a una tendenza di Sordi a insistere su caratterizzazioni datate e non più originali, in cui ricorrevano tratti di moralismo, qualunquismo e attaccamento a modelli socio-comportamentali obsoleti, stereotipati e non più aderenti all'evoluzione sociale in corso.

Alberto Sordi nel film Io e Caterina (1980)

Inaugurò il decennio con il film, interpretato e diretto da lui stesso, Io e Caterina (1980); la critica si divise sulla riuscita di questa pellicola, sottolineando i tratti pesantemente misogini e maschilisti con cui Sordi caratterizzò il suo personaggio (che si libera senza scrupoli di ogni presenza femminile nella sua vita per sostituirla con un androide apparentemente dimesso e servile), ma costituendo d'altra parte un affresco visionario e anticipatore del ruolo sempre più preponderante e invasivo della tecnologia e delle intelligenze artificiali molti anni prima che diventasse argomento di grande attualità.

Alberto Sordi nella scena di Il marchese del Grillo (1981) in cui rivolge ad alcuni popolani le sprezzanti parole «Mi dispiace, ma io so' io e voi non siete un cazzo!», ripresa dal sonetto Li soprani der Monno vecchio di Giuseppe Gioachino Belli

Maggior apprezzamento di pubblico e critica fu attribuito al film successivo, la commedia storica Il marchese del Grillo di Mario Monicelli (1981), dove Sordi si calò nel doppio ruolo di un nobile romano dedito alle burle e di un popolano carbonaro suo sosia. Seguì Io so che tu sai che io so (1982), l'ultimo dei tre film da lui diretti e interpretati con Monica Vitti, in cui affronta la tematica dell'infedeltà coniugale e della tossicodipendenza.
Di questo periodo sono inoltre da citare il dittico di film, anche diretti, Il tassinaro del 1983 (dove compaiono, interpretando sé stessi, Giulio Andreotti, Silvana Pampanini e Federico Fellini) e Un tassinaro a New York (1987). Lavorò inoltre con Carlo Verdone (da alcuni considerato il suo naturale erede, pur perseguendo stili e tematiche assai diverse) nei film In viaggio con papà, con regia di Sordi (1982) e Troppo forte, diretto da Verdone (1986). Emblematico fu inoltre il ruolo di un giudice incorruttibile e spregiudicato nel film Tutti dentro del 1984, da lui diretto, con al centro i temi, anticipatori dei fatti di Tangentopoli, della corruzione politica dilagante e dell'esposizione mediatica della magistratura.

### Gli ultimi film e il Leone d'oro alla carriera (1990 - 2002)

Alberto Sordi nel film L'avaro (1990)

Sul filone di libere trasposizioni storiche, tornò a Molière con L'avaro (1990), con regia di Tonino Cervi, In nome del popolo sovrano diretto da Luigi Magni (1990) e Romanzo di un giovane povero (1995) di Ettore Scola, il quale, nel 2003, dopo la sua morte, gli dedicherà il film Gente di Roma.
Tra gli ultimi film, Sordi ebbe particolarmente a cuore, come disse in alcune interviste, Nestore, l'ultima corsa (1994), dove interpretò un anziano vetturino non ancora rassegnato a portare il suo cavallo al mattatoio. L'ultima pellicola da lui diretta fu Incontri proibiti (1998) accanto a Valeria Marini, presentato ancora nel 2002 con montaggio diverso e un altro titolo, Sposami papà.
Detentore di cinque Nastri d'argento, di sette David di Donatello e altri numerosissimi premi minori, ottenne nel 1995 il Leone d'oro alla carriera al Festival di Venezia.

### I collaboratori
Durante tutta la sua lunga carriera, Sordi si circondò di collaboratori assidui, con cui intrattenne proficui sodalizi artistici. Tra questi, sono da citare gli sceneggiatori Rodolfo Sonego, con cui lavorò in 44 film dal 1954 in avanti (Il seduttore di Franco Rossi è il suo esordio) e Piero De Bernardi. Inoltre, lavorò assiduamente con il compositore Piero Piccioni, che firmò molte delle colonne sonore dei suoi film più celebri, nonché alcune delle sue canzoni irriverenti e maliziose. Altri collaboratori di lungo corso furono la montatrice Tatiana Casini Morigi, la costumista Bruna Parmesan e l'agente e amministratore Gastone Bettanini.

### La televisione
(Alberto Sordi, conversazioni con M.A.Schiavina, Alberto racconta Sordi, op.cit.)

Alberto Sordi e Mina a Studio Uno nel 1966

Alberto Sordi espresse opinioni contrastanti sulla televisione. Inizialmente, la criticò per la sua diffusione incontrastata e per la contaminazione culturale derivante dalla proliferazione di programmi in cui prevalevano aspetti sensazionalistici ed esibizionistici rispetto al talento e alla preparazione dei partecipanti e dei conduttori. Questi temi furono oggetto di due sue interpretazioni cinematografiche: Domenica è sempre domenica (1958), in cui recita il ruolo di un vanitoso industriale ossessionato dall'apparire in TV, e Guglielmo il dentone, episodio del film I complessi (1965), dove impersona un eruditissimo e spigliato candidato al ruolo di conduttore del telegiornale, che sbaraglia senza fatica tutti gli altri concorrenti, ma viene ostacolato con ogni mezzo dalla commissione esaminatrice a causa di una dentatura eccessivamente pronunciata, considerata un difetto imperdonabile in un contesto dominato dall'importanza della telegenia e dell'apparenza più che della preparazione.
In seguito, ammorbidì le sue posizioni e, contrariamente alla diffusa avversione del mondo del cinema verso la televisione, ne riconobbe il valore, apprezzandola sia come spettatore, sia per il suo potenziale promozionale, ritenendola utile per pubblicizzare film in uscita e per replicare opere uscite dal circuito delle sale, offrendo anche l'opportunità di rivalutare film inizialmente ignorati o sottovalutati. Se l'occasione era solitamente la promozione di un film, alcune delle sue partecipazioni costituirono comunque avvenimenti che restano nella storia della TV, come in Studio Uno, condotto dalla cantante Mina, nel 1966 (a cavallo dell'uscita del suo primo film da regista Fumo di Londra) e in una puntata di Serata d'onore (1991) presentata da Pippo Baudo, dove si cimentò in un improvvisato duetto, organizzato a sua insaputa, nell'aria Quel vecchio maledivami!, impersonando il basso Sparafucile, tratta dal Rigoletto con il baritono Renato Bruson.
Rifiutò di lavorare in spot pubblicitari e fiction televisive, tranne in rarissime occasioni; nel 1957 fu testimonial, nel Carosello, della casa vinicola Gancia. Per il film Il tassinaro realizzò una versione estesa per la TV in 4 puntate. Infine, verso fine carriera, impersonò Don Abbondio nella miniserie I promessi sposi (1989) con regia di Salvatore Nocita.
Contribuì inoltre alla sua popolarità la realizzazione della serie TV Storia di un italiano, in quattro edizioni, dove, attraverso una selezione tematica di spezzoni dei suoi numerosi film, si presentava la figura di un certo italiano medio, con i suoi pregi e i suoi difetti.

### Le ultime apparizioni e la morte (2001 - 2003)
Sordi si ammalò di tumore ai polmoni nel 2001 e da allora le sue uscite pubbliche si diradarono. Una delle sue ultime apparizioni televisive risale al 18 dicembre 2001, nel programma Porta a Porta condotto da Bruno Vespa e dedicato interamente a lui, dove fu esposta la Harley Davidson 750cc WLA del 1942, esemplare originale di scena del film Un americano a Roma. Nel 2002 ricevette due lauree honoris causa, una a marzo dalla IULM di Milano e una il mese successivo dall'Università di Salerno, presenziando a entrambe le cerimonie. Partecipò ancora nel luglio di quell'anno all'evento Italiani nel mondo presentato da Pippo Baudo, sua ultima partecipazione pubblica. Il 17 dicembre 2002 avrebbe dovuto intervenire a una serata in suo onore al Teatro Ambra Jovinelli di Roma ma dovette rinunciare per l'aggravarsi delle sue condizioni, limitandosi a comparire in un filmato girato nel suo studio e proiettato per il pubblico del teatro. Fu questa la sua ultima apparizione in video.
Continuò a lavorare fino all'ultimo a una nuova serie di Storia di un italiano che, tuttavia, rimase incompiuta.

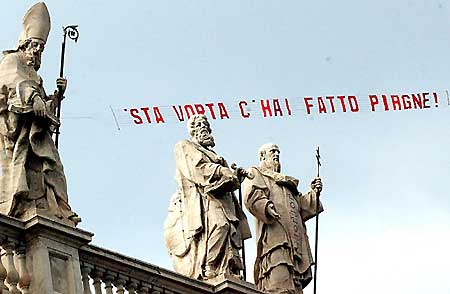
Messaggio apparso su piazza San Giovanni durante i funerali di Sordi

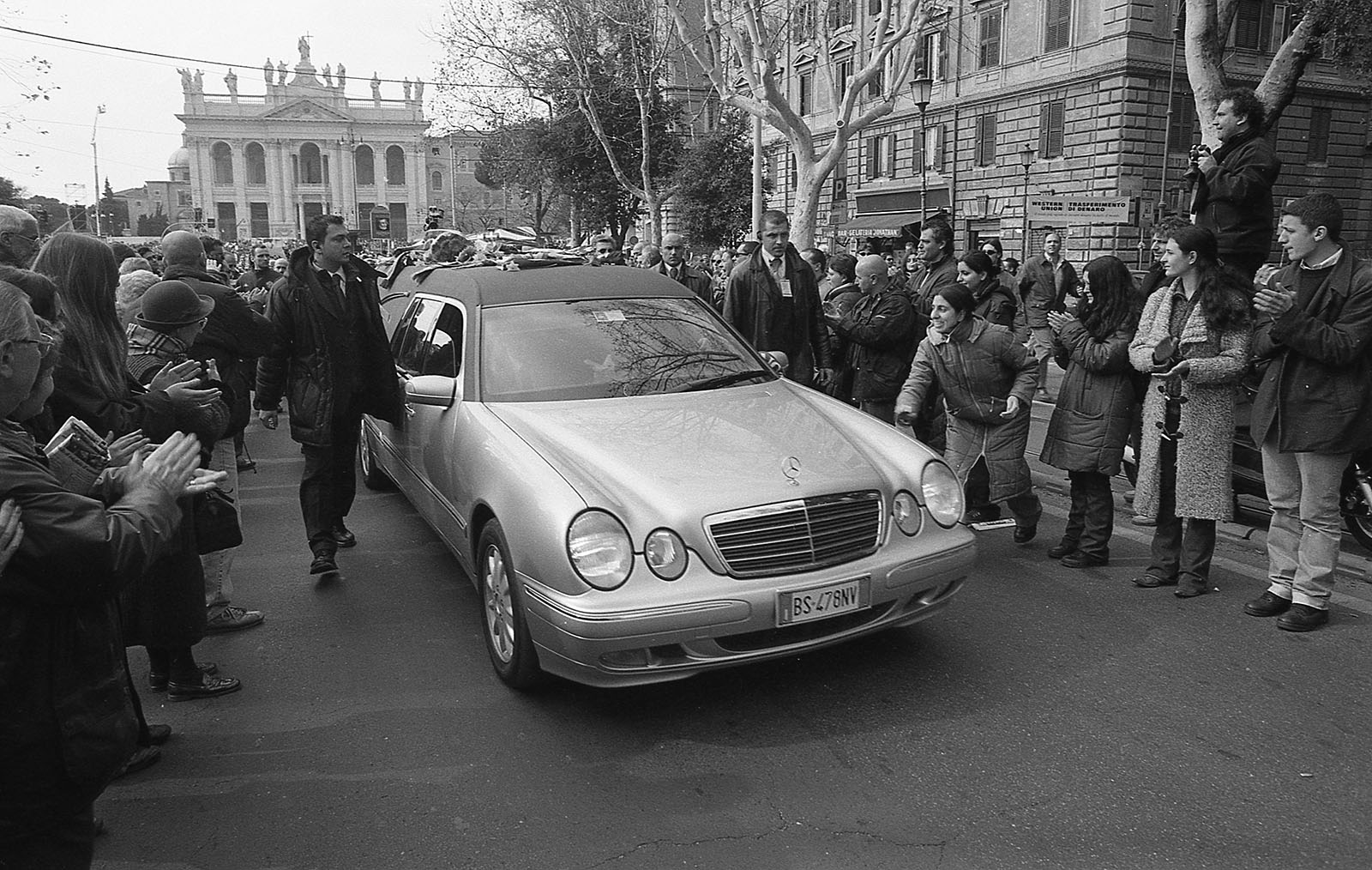
Traslazione verso il cimitero tra ali di folla. Sullo sfondo la Basilica di San Giovanni, dove fu celebrato il funerale.

Morì nella sua casa di Roma la sera del 24 febbraio 2003, all'età di 82 anni, per complicazioni broncopolmonari della malattia da cui era affetto; la salma, successivamente sottoposta a imbalsamazione, venne traslata nel Palazzo Senatorio al Campidoglio, nella Sala Giulio Cesare, dove per due giorni ricevette l'omaggio della gente, compresi molti personaggi del cinema italiano e della politica; il 27 febbraio, si svolsero i funerali solenni cattolici nella basilica di San Giovanni in Laterano ai quali presenziarono oltre 250.000 persone; dopo la cerimonia funebre, il feretro venne tumulato nella cappella di famiglia nel cimitero monumentale del Verano di Roma, in cui, su una lapide a forma di pergamena, è inciso l'epitaffio: «Sor Marchese, è l'ora» battuta ripresa da uno dei suoi film più celebri, Il marchese del Grillo.

### Lascito e causa sull'eredità (2003 - 2019)
Alla morte, tutto il patrimonio di Alberto Sordi passò alla sorella Aurelia, unica parente di primo grado ancora in vita. La donna, deceduta nel 2014 all'età di 97 anni, lasciò in eredità l'intera fortuna a tre fondazioni intitolate al fratello. Tra queste, la Fondazione Museo Alberto Sordi, istituita nel 2011, ricevette la maggior parte della liquidità, circa 30 milioni di euro, e la villa dell'attore in Via Druso, con la disposizione di trasformarla in un museo.
Circa 37 parenti, veri o presunti tali, di vari gradi impugnarono il testamento e intentarono una causa, sostenendo che solo due delle tre fondazioni erano state create e patrocinate da Sordi: la Fondazione Alberto Sordi, istituita nel 1992, e la Fondazione Alberto Sordi per i giovani, fondata nel 2001. Secondo i querelanti, Aurelia era affetta da demenza senile e incapace di intendere e di volere quando, nel 2011, sarebbe stata indotta con circonvenzione a creare la terza fondazione e a convogliarvi la maggior parte dei fondi, anziché destinarli ai parenti, dai suoi collaboratori più vicini, tra cui un autista, una governante e alcuni avvocati. Questi ultimi, inoltre, avrebbero ottenuto da lei ingenti somme di denaro con l'inganno. Il caso iniziò a seguito di una denuncia presentata da una banca che aveva notato movimenti sospetti sui conti bancari di Aurelia. Tuttavia, dopo un processo durato cinque anni, il tribunale riconobbe la validità del testamento nel 2019, e assolse gli imputati da tutte le accuse.

### La villa museo e l'archivio personale (2014 - oggi)
Alla morte dell'attore, il suo archivio personale fu sovrinteso per alcuni anni dalla segretaria Annunziata Sgreccia. Dal 2014 l'archivio di circa 20.000 documenti, sottoposto al vincolo del Ministero della Cultura e dichiarato “di interesse storico particolarmente importante” fu digitalizzato e la gestione affidata alla Fondazione museo Alberto Sordi, che lo mette a disposizione per consultazione e studio su richiesta. La stessa fondazione conserva inoltre i materiali e costumi di scena che Sordi aveva meticolosamente collezionato nel corso della carriera, la sua cineteca, comprendente circa 5.500 pellicole, tra cui le copie personali dei suoi film nel montato commercializzato, e moltissimo girato mai edito; gestisce inoltre la villa di Via Druso, trasformata in un museo per disposizione della sorella Aurelia e la tomba monumentale.

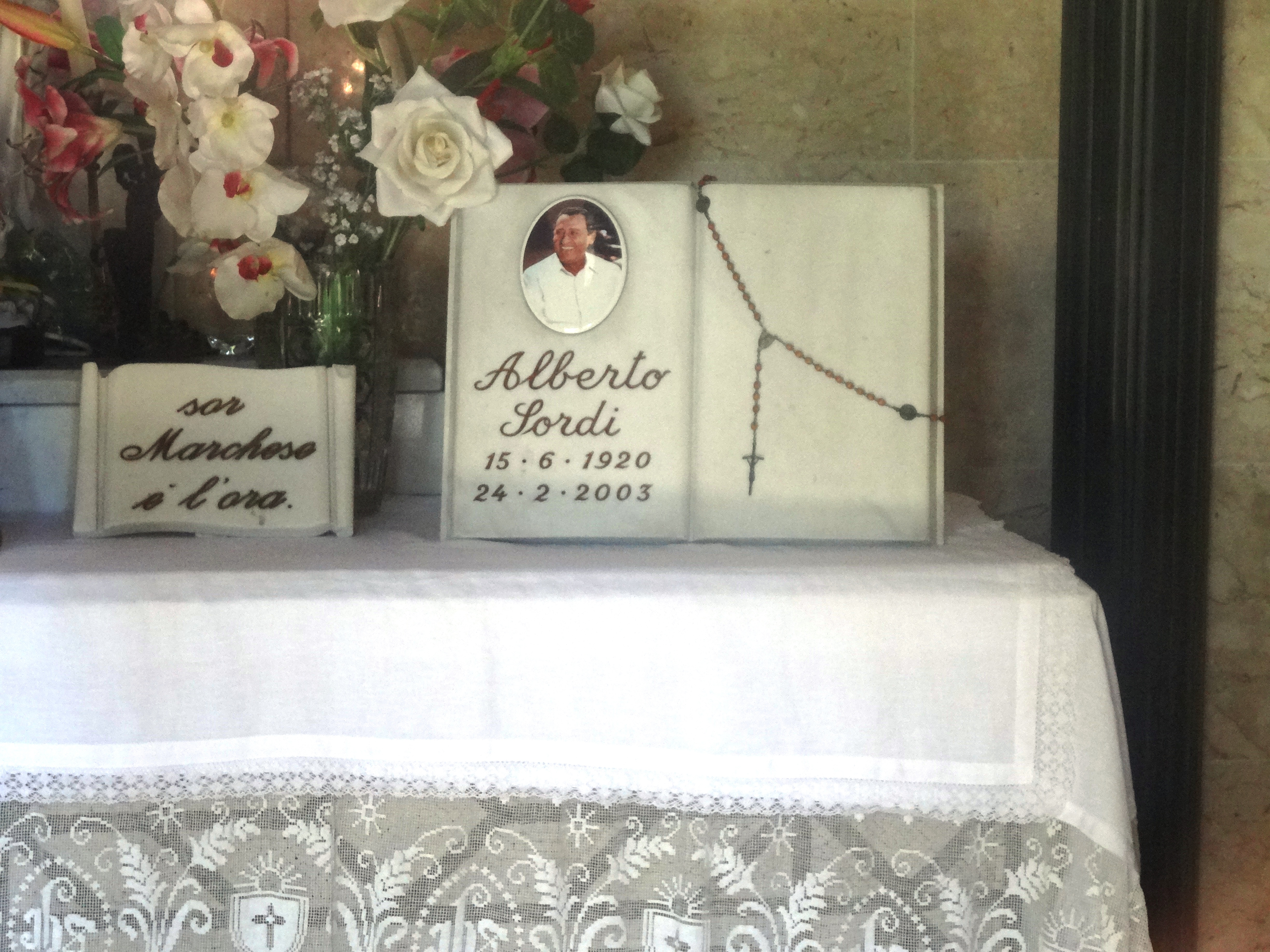
La lapide al cimitero del Verano

## Vita privata
A dispetto della sua immagine pubblica estroversa e dalla personalità strabordante, Sordi mantenne sempre un estremo riserbo sulla sua vita privata, di cui sono noti pochi dettagli.

### Relazioni sentimentali
(Alberto Sordi, da un'intervista del 1996 - cfr. Schiavina, Alberto racconta Sordi, op.cit.)
Cattolico praticante, non ebbe figli e non si sposò mai; al di là delle numerose relazioni attribuitegli dalle cronache rosa (tra le varie: Katia Ricciarelli, Patrizia De Blanck, Silvana Mangano, Shirley MacLaine e la principessa Soraya Esfandiary Bakhtiari), sono note due relazioni sentimentali significative: la prima con Andreina Pagnani, di quasi quattordici anni più grande di lui, durata nove anni. L'incontro tra i due avvenne nel 1941 durante il doppiaggio di Il giardino di Allah, in cui entrambi lavoravano; la Pagnani prestava la voce a Marlene Dietrich. La seconda relazione fu con l'attrice austriaca Uta Franz, conosciuta nel 1954 sul set di Una parigina a Roma e con la quale giunse molto vicino al matrimonio. Tuttavia, al momento di fissare la data delle nozze, Sordi ebbe un ripensamento, causando grande disappunto a Franz e alla sua famiglia e sancendo la fine del rapporto.
Alla ricorrente domanda sul perché non fosse mai convolato a nozze, chiosava con uno dei suoi tormentoni "Che mi metto un'estranea in casa?"; salvo poi spiegare, in alcune interviste, che l'assoluta dedizione al suo mestiere non gli avrebbe consentito di dedicare a una famiglia il tempo e l'impegno necessari.

### Residenze e patrimonio

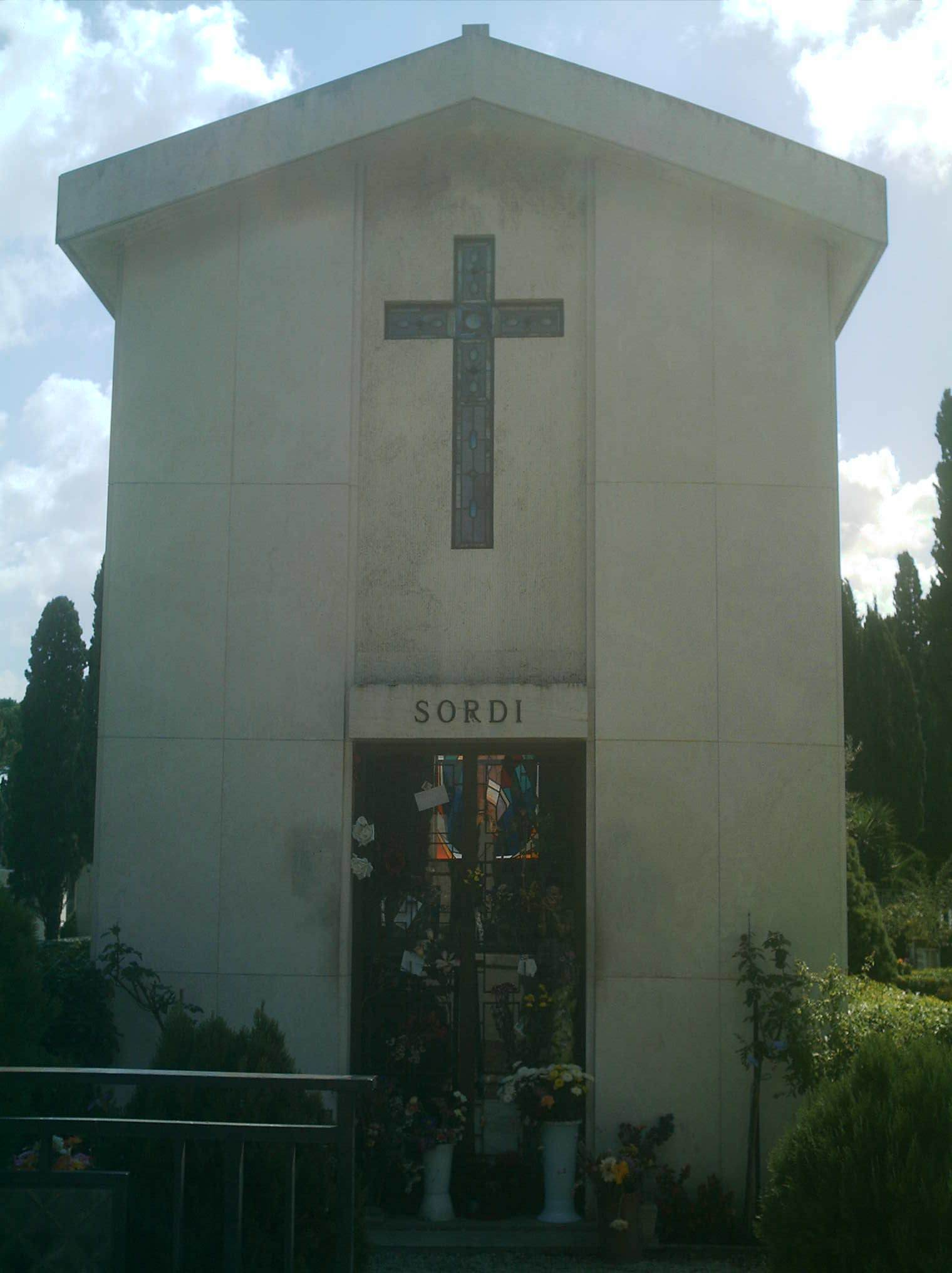
La cappella di famiglia nel cimitero del Verano

A parte un soggiorno a Milano tra il 1936 e il 1937 per frequentare l'Accademia dei filodrammatici, Alberto Sordi visse sempre a Roma. Abitò dalla nascita fino al 1930 in via san Cosimato 7; dopo la demolizione dell'edificio originario per il costruendo palazzo delle Sacre Congregazioni, si trasferì in un appartamento in via Venezia; in seguito, alla morte del padre nel 1941, si spostò in un appartamento di via dei Pettinari.
Nel 1958 comprò per 80 milioni di Lire (circa 1,100,000 Euro al 2024) una villa progettata dall'architetto Clemente Busiri Vici in via Druso, presso le Terme di Caracalla, commissionata nel 1932 da Alessandro Chiavolini, per molti anni segretario particolare di Benito Mussolini. La villa attirò anche l’interesse di Vittorio De Sica, che però fu battuto sul tempo da Sordi. Visse qui, insieme alle sorelle e al fratello, per molti anni suo amministratore, e con la segretaria Annunziata Sgreccia fino al suo pensionamento.
Nel 1962 aveva acquistato una villa a Castiglioncello, dove era solito trascorrere l'estate con il fratello Giuseppe, che vi risiedeva stabilmente. La rivendette nel 1996, dopo che Giuseppe ebbe un malore che lo condusse alla morte mentre si trovava nella proprietà. Nello stesso anno, il Governo e l’esercito svizzeri gli impedirono l’acquisto di un terreno ad Andermatt, un villaggio alpino situato a 1.437 metri di quota nel Massiccio San Gottardo, temendo che uno straniero potesse carpire segreti delle basi militari presenti in quella zona. Sordi, con un noto avvocato locale, si oppose a tale diniego ma senza successo e dovette rinunziare al suo progetto di una casa in quella località.
Aveva posseduto inoltre una villa a Lignano Pineta, rivenduta dopo la morte della sorella Savina nel 1972 e una a Formia, un paio di appartamenti a Parigi e vari terreni a Roma e dintorni.
Sviluppò fin da giovanissimo una passione per l'arte e l'antiquariato, che reputò l'unico mestiere che avrebbe potuto intraprendere se la sua carriera artistica non fosse decollata, divenendone competente attraverso la frequentazione di noti antiquari dell'epoca, come ad esempio la famiglia Apolloni in via del Babuino. Oltre ad acquistarvi numerosi pezzi pregiati, spesso rivelatisi ottimi investimenti, la frequentazione del negozio degli Apolloni gli offrì l'opportunità di entrare in contatto con altri clienti, personalità del mondo dello spettacolo, tra cui Vittorio de Sica, Gino Cervi, Paolo Stoppa e il regista Mario Bonnard. Quest'ultimo gli assegnò una comparsa nel film Il feroce Saladino, e lo diresse successivamente in altre due produzioni cinematografiche.

### La politica e lo sport
(Alberto Sordi, da un'intervista del 1996 - cfr. Schiavina, Alberto racconta Sordi, op.cit.)
Sordi mantenne un sostanziale riserbo in materia di idee politiche, pur essendo stato avvicinato alla Democrazia Cristiana, partito per cui dichiarò di aver votato almeno una volta. Tale associazione fu attribuita anche alla sua amicizia personale con Giulio Andreotti,  il quale fece una breve apparizione nel film Il tassinaro e in onore del quale Sordi partecipò a una celebrazione dei 40 anni di attività politica, tenutasi presso il teatro Adriano di Roma. Vi furono inoltre alcuni tentativi non concretizzati da parte di tale partito di coinvolgerlo politicamente (gli fu offerta la candidatura a sindaco negli anni '50 e di divenire capolista nel 1989). Sordi stesso riferì di un'altra proposta di entrare in politica da parte di un imprecisato leader della destra, produttore di un suo film. Ancora nel 1996 si diffuse la voce secondo cui Sordi volesse candidarsi come primo cittadino di Roma, concorrendo così con Francesco Rutelli (fatto smentito dallo stesso Sordi in TV). Il giorno del suo ottantesimo compleanno, il 15 giugno 2000, Rutelli, nel frattempo eletto, gli cedette comunque, simbolicamente, la fascia tricolore, nominandolo sindaco onorario per un giorno come tributo a uno dei cittadini più illustri.
In tema di passione calcistica non fece mai mistero di essere un grande tifoso della Roma, non mancando di far trasparire questa sua passione in alcuni film.

### Filantropia
(Conversazione tra Giancarlo Governi e Alberto Sordi, come riportato dall'autore, cfr. Governi, Alberto Sordi - storia di un italiano, op.cit.)
In ambito pubblico circolarono frequenti dicerie riguardo a una presunta avarizia attribuita ad Alberto Sordi (che egli non si curò mai di smentire), talvolta rafforzate dal suo stile di vita sobrio e riservato, per nulla incline agli eccessi tipici di una certa parte del mondo dello spettacolo. In privato, tuttavia, Sordi si distinse per un impegno costante e discreto in opere di beneficenza e filantropia. Le sue iniziative, rivolte sia a individui che a enti, beneficiarono istituti religiosi, case di riposo per anziani, ricoveri per animali e orfanotrofi, testimoniando una generosità che preferì mantenere lontana dai riflettori.
Con l'avanzare dell'età, maturò una particolare sensibilità alle difficoltà che gli anziani, nella società attuale, si trovano ad affrontare, concretizzando quest'attenzione nella costituzione e nella Presidenza onoraria dell'eponima Fondazione Alberto Sordi, nel 1992. La fondazione persegue obiettivi di pubblica utilità nei settori della formazione, dell’assistenza socio-sanitaria e la qualità di vita in età senile. Contribuì alle strutture necessarie a questo obiettivo donando un terreno di sua proprietà in località Trigoria, che venne usato per la costruzione di una parte dell'Università Campus Bio-Medico, comprendente un Centro per la Salute dell'Anziano e un Centro Diurno Anziani Fragili.
Nel 2001 costituì la Fondazione Alberto Sordi per i giovani, con l'obiettivo di promuovere iniziative connesse all’istruzione, alla formazione culturale e all’inserimento nel mondo del lavoro di giovani disagiati.

## Filmografia

### Attore

#### Cinema

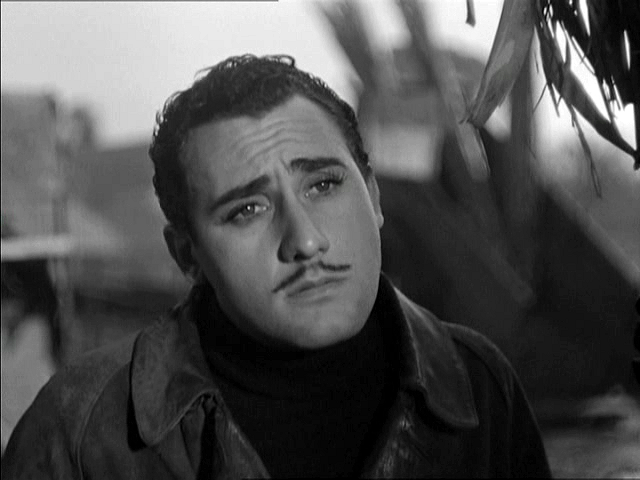
Alberto Sordi nel film Sotto il sole di Roma (1948)

Alberto Sordi ed Elena Gini in L'arte di arrangiarsi (1954)

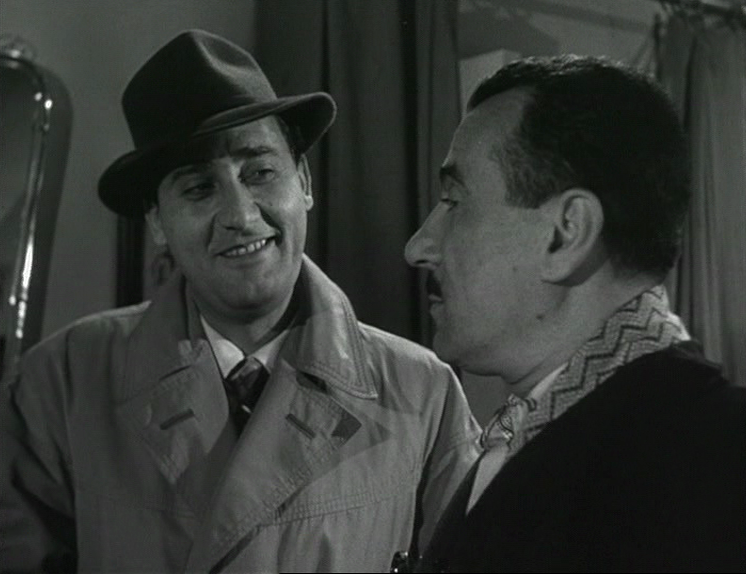
Alberto Sordi con Peppino De Filippo nel film Il segno di Venere (1955)

Alberto Sordi in una scena del film Guardia, guardia scelta, brigadiere e maresciallo (1956)

Alberto Sordi in una scena di Mio figlio Nerone (1956)

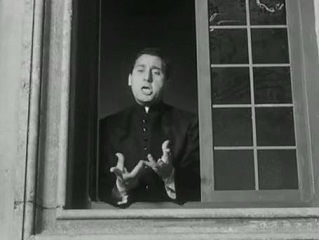
Alberto Sordi in Ladro lui, ladra lei (1958)

Alberto Sordi con Vittorio Gassman ne La grande guerra (1959)

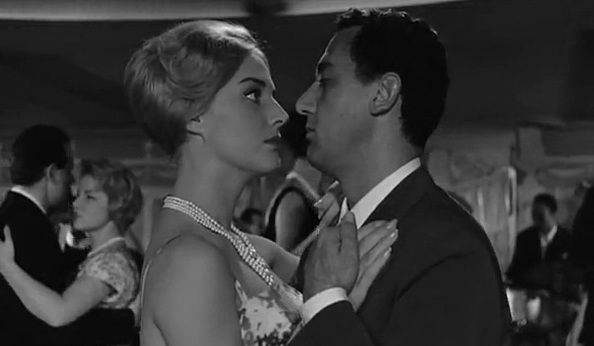
Alberto Sordi con Leonora Ruffo ne Il vedovo (1959)

Alberto Sordi (al centro) con Vittorio Gassman e Nino Manfredi nel film Crimen (1960)

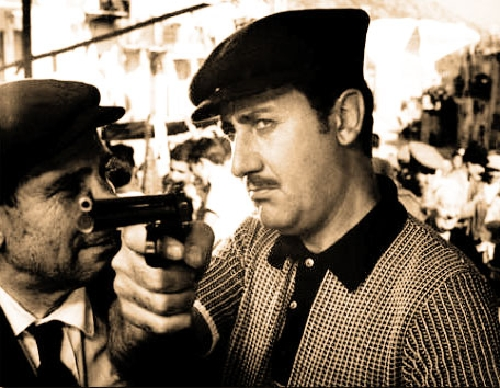
Alberto Sordi in Mafioso (1962)

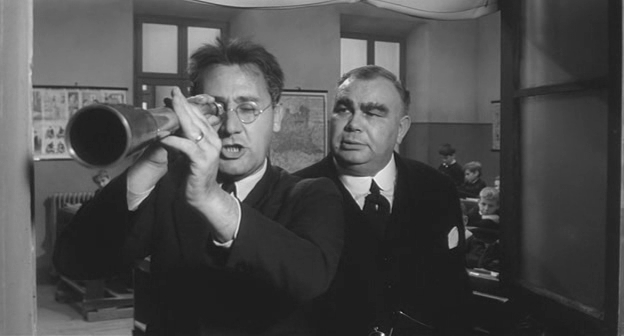
Alberto Sordi e Vito De Taranto ne Il maestro di Vigevano (1963)

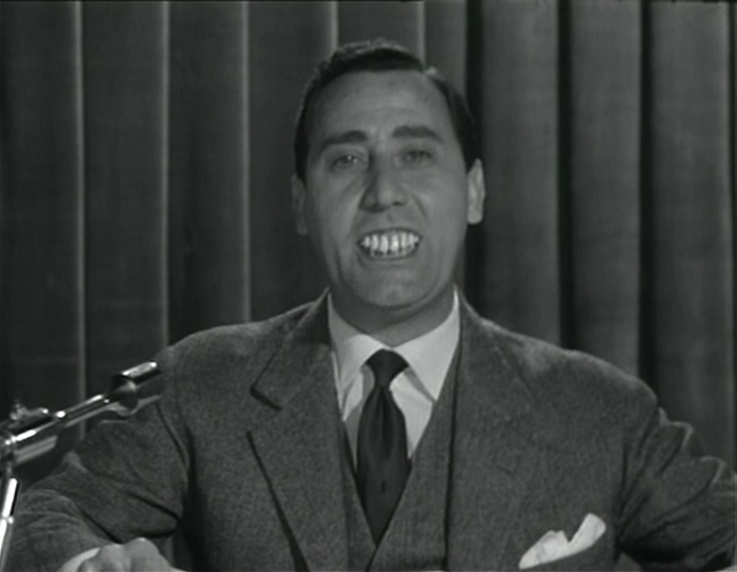
Alberto Sordi in I complessi (1965)

Alberto Sordi con Vittorio De Sica in Un italiano in America (1967)

Alberto Sordi e Pupella Maggio ne Il medico della mutua (1968)

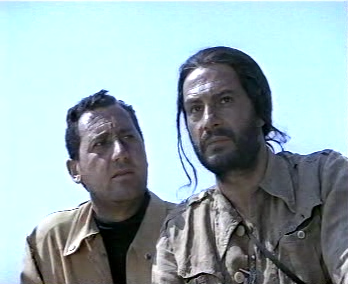
Alberto Sordi con Nino Manfredi in Riusciranno i nostri eroi a ritrovare l'amico misteriosamente scomparso in Africa? (1968)

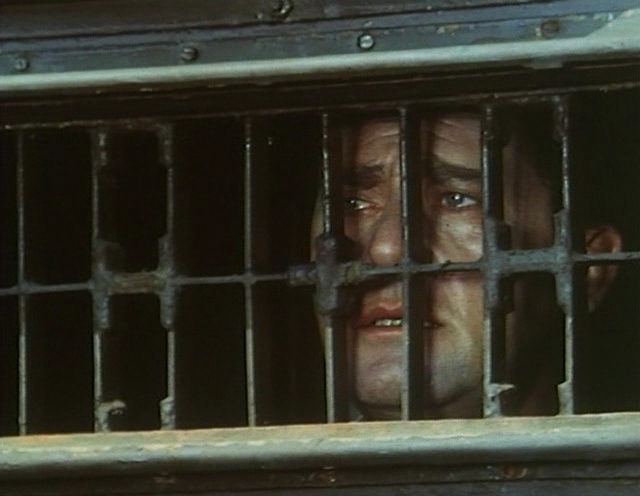
Alberto Sordi dietro le sbarre in Detenuto in attesa di giudizio (1971)

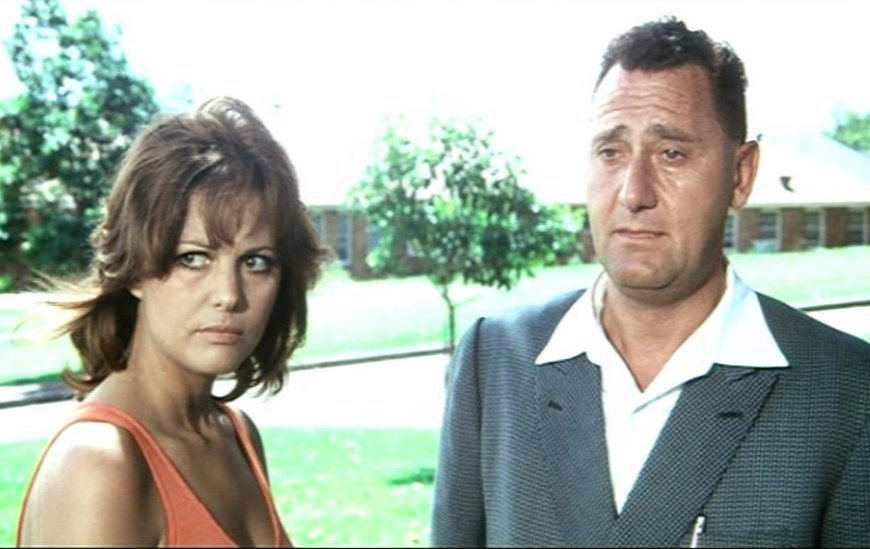
Alberto Sordi e Claudia Cardinale in una scena del film Bello, onesto, emigrato Australia sposerebbe compaesana illibata (1971)

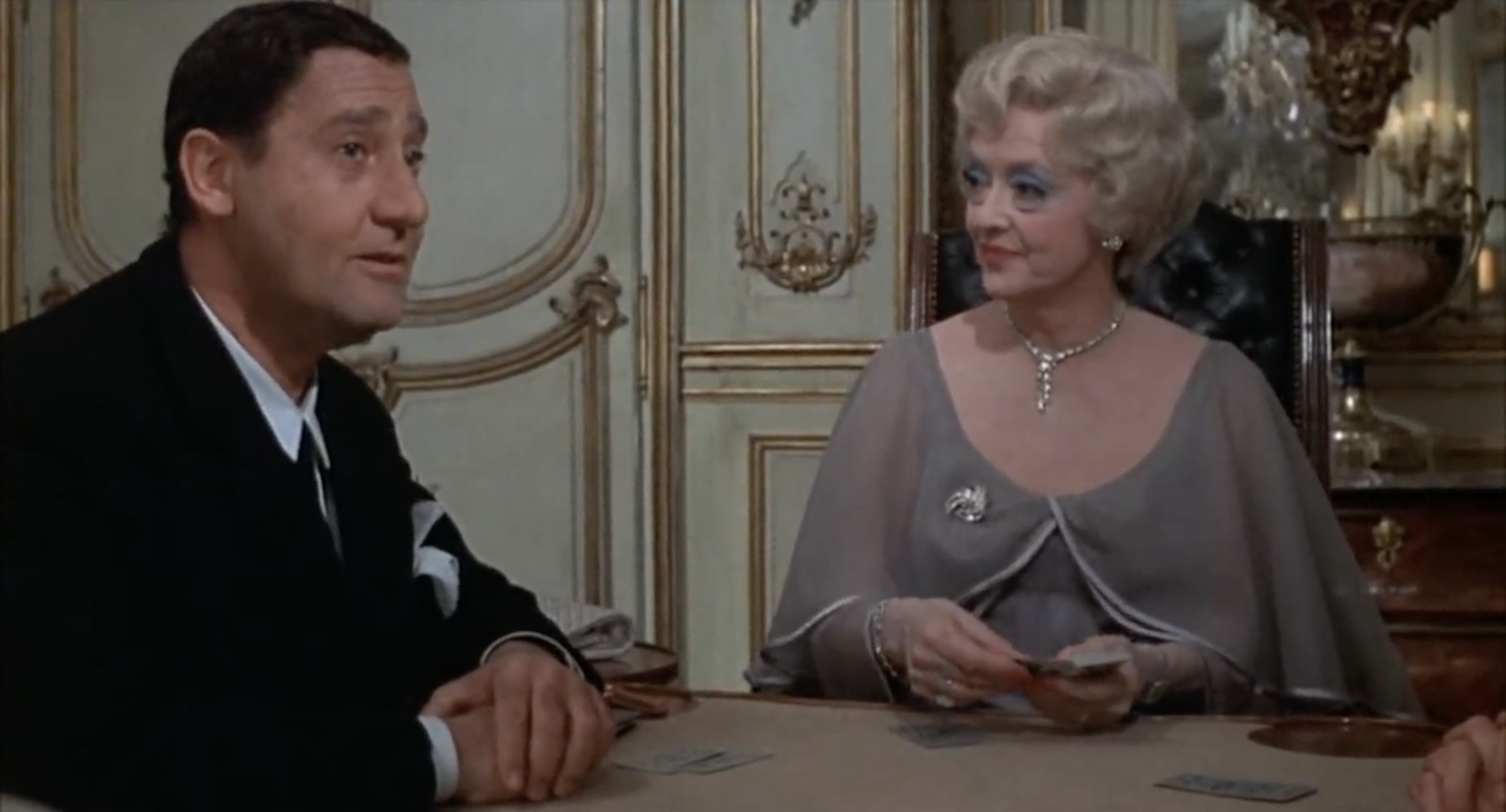
Alberto Sordi con Bette Davis in Lo scopone scientifico (1972)

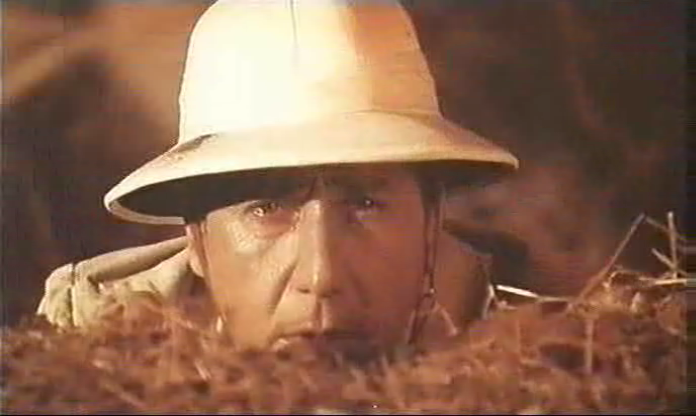
Alberto Sordi in Finché c'è guerra c'è speranza (1974)

Alberto Sordi e Vincenzo Crocitti in una scena del film Un borghese piccolo piccolo (1977)

- Scipione l'africano, regia di Carmine Gallone (1937) – come comparsa
- Il feroce Saladino, regia di Mario Bonnard (1937) – come comparsa
- La principessa Tarakanova, regia di Mario Soldati (1938)
- La notte delle beffe, regia di Carlo Campogalliani (1939)
- Cuori nella tormenta, regia di Carlo Campogalliani (1940)
- Il bravo di Venezia, regia di Carlo Campogalliani (1941)
- Le signorine della villa accanto, regia di Gian Paolo Rosmino (1942)
- Giarabub, regia di Goffredo Alessandrini (1942)
- I 3 aquilotti, regia di Mario Mattoli (1942)
- La signorina, regia di László Kish (1942)
- Casanova farebbe così!, regia di Carlo Ludovico Bragaglia (1942)
- Sant'Elena, piccola isola, regia di Renato Simoni e Umberto Scarpelli (1943)
- Tre ragazze cercano marito, regia di Duilio Coletti (1944)
- Circo equestre Za-bum, regia di Mario Mattoli, episodio Galoppo finale dal circo (1944)
- Chi l'ha visto?, regia di Goffredo Alessandrini (1945)
- L'innocente Casimiro, regia di Carlo Campogalliani (1945)
- Le miserie del signor Travet, regia di Mario Soldati (1945)
- Il vento m'ha cantato una canzone, regia di Camillo Mastrocinque (1947)
- Il delitto di Giovanni Episcopo, regia di Alberto Lattuada (1947)
- Il Passatore, regia di Duilio Coletti (1947)
- Che tempi!, regia di Giorgio Bianchi (1948)
- Sotto il sole di Roma, regia di Renato Castellani (1948)
- Mamma mia, che impressione!, regia di Roberto Savarese (1951)
- Cameriera bella presenza offresi..., regia di Giorgio Pàstina (1951)
- Totò e i re di Roma, regia di Steno e Mario Monicelli (1951)
- Lo sceicco bianco, regia di Federico Fellini (1952)
- Giovinezza, regia di Giorgio Pàstina (1952)
- È arrivato l'accordatore, regia di Duilio Coletti (1952)
- I vitelloni, regia di Federico Fellini (1953)
- Canzoni, canzoni, canzoni, regia di Domenico Paolella, episodio Io cerco la Titina (1953)
- Ci troviamo in galleria, regia di Mauro Bolognini (1953)
- Un giorno in pretura, regia di Steno (1953)
- Lo scocciatore (Via Padova 46), regia di Giorgio Bianchi (1953)
- Due notti con Cleopatra, regia di Mario Mattoli (1954)
- Amori di mezzo secolo, regia di Mario Chiari, episodio Dopoguerra 1920 (1954)
- Tempi nostri - Zibaldone n. 2, regia di Alessandro Blasetti, episodio Scusi, ma..., (1954)
- Il matrimonio, regia di Antonio Petrucci (1954)
- Tripoli, bel suol d'amore, regia di Ferruccio Cerio (1954)
- Gran varietà, regia di Domenico Paolella, episodio Fregoli (1954)
- Allegro squadrone, regia di Paolo Moffa (1954)
- Il seduttore, regia di Franco Rossi (1954)
- Accadde al commissariato, regia di Giorgio Simonelli (1954)
- Una parigina a Roma, regia di Erich Kobler (1954)
- Un americano a Roma, regia di Steno (1954)
- L'arte di arrangiarsi, regia di Luigi Zampa (1954)
- Il segno di Venere, regia di Dino Risi (1955)
- Buonanotte... avvocato!, regia di Giorgio Bianchi (1955)
- Un eroe dei nostri tempi, regia di Mario Monicelli (1955)
- La bella di Roma, regia di Luigi Comencini (1955)
- Accadde al penitenziario, regia di Giorgio Bianchi (1955)
- Bravissimo, regia di Luigi Filippo D'Amico (1955)
- Piccola posta, regia di Steno (1955)
- Lo scapolo, regia di Antonio Pietrangeli (1955)
- I pappagalli, regia di Bruno Paolinelli (1956)
- Guardia, guardia scelta, brigadiere e maresciallo, regia di Mauro Bolognini (1956)
- Mio figlio Nerone, regia di Steno (1956)
- Mi permette, babbo!, regia di Mario Bonnard (1956)
- Era di venerdì 17, regia di Mario Soldati (1956)
- Arrivano i dollari!, regia di Mario Costa (1957)
- Souvenir d'Italie, regia di Antonio Pietrangeli (1957)
- Il conte Max, regia di Giorgio Bianchi (1957)
- Addio alle armi (A Farewell to Arms), regia di Charles Vidor (1957)
- Il medico e lo stregone, regia di Mario Monicelli (1957)
- Ladro lui, ladra lei, regia di Luigi Zampa (1958)
- Il marito, regia di Nanni Loy e Gianni Puccini (1958)
- Fortunella, regia di Eduardo De Filippo (1958)
- Domenica è sempre domenica, regia di Camillo Mastrocinque (1958)
- La vedova elettrica (Le septième ciel), regia di Raymond Bernard (1958)
- Venezia, la luna e tu, regia di Dino Risi (1958)
- Racconti d'estate, regia di Gianni Franciolini (1958)
- Nella città l'inferno, regia di Renato Castellani (1959)
- Il giovane leone (Oh, que Mambo!), regia di John Berry (1959)
- Policarpo, ufficiale di scrittura, regia di Mario Soldati (1959)
- Il moralista, regia di Giorgio Bianchi (1959)
- I magliari, regia di Francesco Rosi (1959)
- Vacanze d'inverno, regia di Camillo Mastrocinque (1959)
- Costa Azzurra, regia di Vittorio Sala (1959)
- La grande guerra, regia di Mario Monicelli (1959)
- Il vedovo, regia di Dino Risi (1959)
- Brevi amori a Palma di Majorca, regia di Giorgio Bianchi (1959)
- Gastone, regia di Mario Bonnard (1960)
- Tutti a casa, regia di Luigi Comencini (1960)
- Il vigile, regia di Luigi Zampa (1960)
- Crimen, regia di Mario Camerini (1960)
- I due nemici, regia di Guy Hamilton (1961)
- Il giudizio universale, regia di Vittorio De Sica (1961)
- Una vita difficile, regia di Dino Risi (1961)
- Il commissario, regia di Luigi Comencini (1962)
- Mafioso, regia di Alberto Lattuada (1962)
- Il diavolo, regia di Gian Luigi Polidoro (1963)
- Il boom, regia di Vittorio De Sica (1963)
- Il maestro di Vigevano, regia di Elio Petri (1963)
- Tentazioni proibite, regia di Osvaldo Civirani (1963)
- La mia signora, regia di Tinto Brass, Luigi Comencini e Mauro Bolognini (1964)
- Il disco volante, regia di Tinto Brass (1964)
- Risate all'italiana, registi vari (1964)
- I tre volti, regia di Franco Indovina, episodio Latin lover (1965)
- Quei temerari sulle macchine volanti (Those magnificent men in their flying machines, or: how I flew from London to Paris in 25 hours and 11 minutes), regia di Ken Annakin (1965)
- I complessi, regia di Luigi Filippo D'Amico, episodio Guglielmo il dentone (1965)
- Thrilling, regia di Carlo Lizzani, episodio L'autostrada del sole (1965)
- Made in Italy, regia di Nanni Loy (1965)
- Fumo di Londra, regia di Alberto Sordi (1966)
- I nostri mariti, regia di Luigi Filippo D'Amico, episodio Il marito di Roberta (1966)
- Le fate, regia di Antonio Pietrangeli, episodio Fata Marta (1966)
- Scusi, lei è favorevole o contrario?, regia di Alberto Sordi (1966)
- Le streghe, regia di Mauro Bolognini, episodio Senso civico (1967)
- Un italiano in America, regia di Alberto Sordi (1967)
- Il medico della mutua, regia di Luigi Zampa (1968)
- Riusciranno i nostri eroi a ritrovare l'amico misteriosamente scomparso in Africa?, regia di Ettore Scola (1968)
- Amore mio aiutami, regia di Alberto Sordi (1969)
- Nell'anno del Signore, regia di Luigi Magni (1969)
- Il prof. dott. Guido Tersilli primario della clinica Villa Celeste convenzionata con le mutue, regia di Luciano Salce (1969)
- Contestazione generale, regia di Luigi Zampa, episodio Il prete (1970)
- Il presidente del Borgorosso Football Club, regia di Luigi Filippo D'Amico (1970)
- Le coppie, episodi La camera, regia di Alberto Sordi, e Il leone, regia di Vittorio De Sica (1970)
- Detenuto in attesa di giudizio, regia di Nanni Loy (1971)
- Bello, onesto, emigrato Australia sposerebbe compaesana illibata, regia di Luigi Zampa (1971)
- Lo scopone scientifico, regia di Luigi Comencini (1972)
- La più bella serata della mia vita, regia di Ettore Scola (1972)
- Roma, regia di Federico Fellini (1972) – non accreditato
- Anastasia mio fratello, regia di Steno (1973)
- Polvere di stelle, regia di Alberto Sordi (1973)
- Finché c'è guerra c'è speranza, regia di Alberto Sordi (1974)
- Di che segno sei?, regia di Sergio Corbucci, episodio Il fuoco (1975)
- Un sorriso, uno schiaffo, un bacio in bocca, regia di Mario Morra (1975)
- E il Casanova di Fellini?, regia di Gianfranco Angelucci e Liliana Betti (1975)
- Il comune senso del pudore, regia di Alberto Sordi, primo episodio (1976)
- Quelle strane occasioni, regia di Luigi Comencini, episodio L'ascensore (1976)
- Un borghese piccolo piccolo, regia di Mario Monicelli (1977)
- I nuovi mostri, regia di Mario Monicelli, Dino Risi ed Ettore Scola, episodi First Aid (pronto soccorso), Come una regina, L'elogio funebre (1977)
- Dove vai in vacanza?, regia ep. di Alberto Sordi, episodio Le vacanze intelligenti (1978)
- L'ingorgo, regia di Luigi Comencini (1978)
- Il testimone (Le témoin), regia di Jean-Pierre Mocky (1978)
- Il malato immaginario, regia di Tonino Cervi (1979)
- Io e Caterina, regia di Alberto Sordi (1980)
- Il marchese del Grillo, regia di Mario Monicelli (1981)
- Io so che tu sai che io so, regia di Alberto Sordi (1982)
- In viaggio con papà, regia di Alberto Sordi (1982)
- Il tassinaro, regia di Alberto Sordi (1983)
- La vita comincia a..., regia di Ettore Scola – cortometraggio (1983)
- Tutti dentro, regia di Alberto Sordi (1984)
- Bertoldo, Bertoldino e Cacasenno, regia di Mario Monicelli (1984)
- Sono un fenomeno paranormale, regia di Sergio Corbucci (1985)
- Troppo forte, regia di Carlo Verdone (1986)
- Un tassinaro a New York, regia di Alberto Sordi (1987)
- Una botta di vita, regia di Enrico Oldoini (1988)
- L'avaro, regia di Tonino Cervi (1990)
- In nome del popolo sovrano, regia di Luigi Magni (1990)
- Vacanze di Natale '91, regia di Enrico Oldoini (1991)
- Assolto per aver commesso il fatto, regia di Alberto Sordi (1992)
- Nestore, l'ultima corsa, regia di Alberto Sordi (1994)
- Romanzo di un giovane povero, regia di Ettore Scola (1995)
- Incontri proibiti, regia di Alberto Sordi (1998)

#### Televisione
- Il tassinaro, regia di Alberto Sordi (1983) – versione TV in 4 puntate
- I promessi sposi, regia di Salvatore Nocita – miniserie TV (1989)

### Cortometraggi o documentari dove appare Alberto Sordi
- Dieci minuti con i doppiatori, regia di Gaetano Amata (1948)
- La città del cinema, regia di Vittorio Sala (1955)
- La storia di Alberto Sordi, a cura di Manfredo Matteoli – documentario TV, Rai (1955)
- I bersaglieri, regia di Corrado Prisco (1977)

### Antologie
- Prima di essere Albertone, regia di Massimo Ferrari (2007)
- Siamo tutti napoletani, registi vari (2008)
- Mina - Gli anni Rai, registi vari (2008)
- Vittorio D., regia di Mario Canale e Annarosa Morri (2009)
- Alberto il grande, regia di Carlo e Luca Verdone (2013)
- Che strano chiamarsi Federico, regia di Ettore Scola (2013)
- Siamo tutti Alberto Sordi?, regia di Fabrizio Corallo (2020)
- Magnifico testimone (Canale 5, 2020)
- Alberto Sordi - Un italiano come noi (Rai 1, 2020)

### Regista
- Fumo di Londra (1966)
- Scusi, lei è favorevole o contrario? (1966)
- Un italiano in America (1967)
- Amore mio aiutami (1969)
- Le coppie (episodio La camera) (1970)
- Polvere di stelle (1973)
- Finché c'è guerra c'è speranza (1974)
- Il comune senso del pudore (1976)
- Dove vai in vacanza? (episodio Le vacanze intelligenti) (1978)
- Storia di un italiano - film TV, quattro edizioni (prima e seconda nel 1979, terza nel 1981 e quarta nel 1986)
- Io e Caterina (1980)
- Io so che tu sai che io so (1982)
- In viaggio con papà (1982)
- Il tassinaro (1983)
- Tutti dentro (1984)
- Un tassinaro a New York (1987)
- Assolto per aver commesso il fatto (1992)
- Nestore, l'ultima corsa (1994)
- Incontri proibiti (1998)

## Teatro
- San Giovanni, compagnia di Aldo Fabrizi e Anna Fougez (1936-1937)
- Ma in campagna è un'altra... rosa, compagnia di Guido Riccioli e Nanda Primavera (1938-1939)
- Tutto l'oro del mondo, compagnia di Guido Fineschi e Maria Donati (1941-1942)
- Teatro della caricatura, accanto a Fanfulla (1942-1943)
- Ritorna Za-Bum di Marcello Marchesi, regia di Mario Mattoli (1943-1944)
- Sai che ti dico? di Marcello Marchesi, regia di Mario Mattoli
- Un mondo di armonie, rivista musicale di Alberto Semprini (1944-1945)
- Imputati... alziamoci! di Michele Galdieri
- Soffia so'... di Pietro Garinei e Sandro Giovannini (1945-1946)
- Soffia so'... n. 2 di Pietro Garinei e Sandro Giovannini
- E lui dice... di Benecoste, regia di Oreste Biancoli e Adolfo Celi (1947-1948)
- Gran baraonda di Pietro Garinei e Sandro Giovannini, accanto a Wanda Osiris (1952-1953)

## Film e progetti non realizzati
- 1957: Mario Monicelli riferì che gli fu affidata la regia di un film con protagonista Alberto Sordi, basato sul soggetto di quello che poi sarebbe diventato Un italiano in America.[109] Si recò negli Stati Uniti insieme allo sceneggiatore designato Rodolfo Sonego, visitando numerosi luoghi alla ricerca di ispirazione per lo sviluppo della storia, ma alla fine, un mancato accordo tra il produttore Dino De Laurentiis e la Paramount Pictures impedì la concretizzazione del progetto.[109] Il film fu poi realizzato 10 anni dopo dal solo Sordi, che lo diresse oltre a interpretarlo. Monicelli ebbe parole molto critiche sul risultato finale.[N 25]
- 1958: sfuma il progetto di girare una pellicola tratta da La padrona di raggio di luna, una commedia musicale di Garinei e Giovannini, che Sordi avrebbe dovuto girare a fianco di Ginger Rogers.[10]
- 1964: Sordi e Rodolfo Sonego, uno dei suoi sceneggiatori di fiducia partono per il Brasile per un progetto cinematografico che tuttavia non si concretizza.[10][110]
- 1975: Sordi avrebbe dovuto interpretare l'allora Segretario di Stato degli USA Henry Kissinger, a cui lo accomunava anche una certa somiglianza fisica, nel film Il mio amico Henry.[111] La sceneggiatura era stata approntata da Sergio Amidei con il contributo di Age & Scarpelli ed erano stati fatti i nomi di Ettore Scola e Billy Wilder per la regia. Tuttavia, il film non fu mai realizzato. Le ragioni ipotizzate inclusero ingerenze da parte di alte sfere della politica e l'opportunità di satirizzare un personaggio potente e controverso.[111] Vi fu un secondo tentativo, anche questo senza esito, di riprendere il progetto, su iniziativa di Sordi dopo il 1976, all'indomani dell'elezione di Jimmy Carter alla Presidenza degli Stati Uniti.[111]
- Anni '80: Giancarlo Governi,[N 26] riferì che Sordi (con cui stava collaborando alla produzione di Storia di un italiano) aveva a lungo coltivato il progetto di scrivere e dirigere un film basato su Benito Mussolini, immaginandolo in un contesto familiare dove lo avrebbe tratteggiato in modo diametralmente opposto alla sua immagine pubblica di dittatore.[112] Il progetto non giunse mai a compimento per le minacce di nostalgici fascisti[N 27] che Sordi ricevette quando la notizia fu divulgata.[10]
- Anni '90: Sordi avrebbe dovuto essere il protagonista di un film incentrato sull'organizzazione Gladio, interpretando un anziano professionista con trascorsi di gioventù nell'Organizzazione. Il caso Gladio era di grande attualità, essendo venuto alla luce nel 1990. Furio Scarpelli ed Ettore Scola avevano scritto un trattamento intitolato Omissis e una sceneggiatura dal titolo Gladio. Tuttavia il film non fu mai girato.[113]
- 1991: Sordi rifiutò il ruolo di Gioacchino Rossini offertogli da Mario Monicelli nel film che poi girò con protagonista Philippe Noiret intitolato Rossini! Rossini![10]

## Doppiaggio
- Oliver Hardy in Tempo di pic-nic, Sotto zero, Un marito servizievole, Un nuovo imbroglio, Andiamo a lavorare, Un salvataggio pericoloso, Muraglie, La scala musicale, Il circo è fallito, Il compagno B, Ospiti inattesi, Ospedale di contea, Noi e il piccolo Slim, Buone vacanze, La ronda di mezzanotte, Lavori in corso, Fra Diavolo, Alchimia, Il regalo di nozze, I figli del deserto, Annuncio matrimoniale, Vita in campagna, Andando a spasso, Nel paese delle meraviglie, Il fantasma stregato, Questione d'onore, Allegri poeti, Fratelli di sangue, La ragazza di Boemia, Avventura a Vallechiara, Venti anni dopo, I diavoli volanti, Noi siamo le colonne, C'era una volta un piccolo naviglio, Ciao amici!, Sim salà bim, Il nemico ci ascolta, Gli allegri imbroglioni, Sempre nei guai, I toreador, Atollo K, Dopo Waterloo, La gioia della vita
- Bruce Bennett in Notte di bivacco, La fuga, Il tesoro della Sierra Madre
- John Ireland in Il fiume rosso, Purificazione, Violenza
- Morris Ankrum in Giovanna d'Arco
- Pedro Armendáriz in Il massacro di Fort Apache
- Hank Bell in Romanzo del West
- Abner Biberman in Gunga Din
- Curt Bois in Casablanca
- Charles Bradstreet in Il cervello di Frankenstein
- Steve Brodie in Gli avvoltoi
- J. Carrol Naish in Sahara
- Jack Carson in Amore sotto coperta, Bionda fragola
- Wallis Clark in L'eterna illusione
- Perry Como in Parole e musica
- Charles Drake in Winchester '73
- Nelson Eddy in Musica maestro
- Leif Erickson in Il terrore corre sul filo
- Frank Faylen in La vita è meravigliosa
- James Flavin in Arcipelago in fiamme
- Preston Foster in La valle del destino
- Cary Grant in Notte e dì (nel canto)
- Woody Herman in La città del jazz
- John Hubbard in Corrida messicana
- Van Johnson in Lo stato dell'unione
- Cy Kendall in Romanzo del West
- Glen Lee in Anima e corpo
- Sheldon Leonard in Il bandito senza nome
- Bruce Lester in Ombre malesi
- Alan Marshal in Il giardino di Allah
- Paul Maxey in Nuvole passeggere
- Scott McKay in Duello al sole
- James Millican in La bella preda
- Robert Mitchum in Notte senza fine
- Kenneth More in La tragedia del capitano Scott
- Gordon Oliver in La scala a chiocciola
- Anthony Quinn in Buffalo Bill
- Dan Riss in Bandiera gialla
- Anthony Rivers in La città nuda
- James Robertson Justice in La tragedia del capitano Scott
- James Seay in Giungla d'asfalto
- Bob Steele in La città del peccato
- Craig Stevens in Perdutamente
- Philip Terry in Bataan
- Tom Tyler in Sangue sulla luna
- Rudy Vallee in Vento di primavera, L'adorabile intrusa
- Juan Varro in Dedizione
- Richard Webb in Il tempo si è fermato
- Peter Whitney in Destinazione Tokyo
- Keenan Wynn in Tre piccole parole
- Franco Fabrizi in Cronaca di un amore
- Enzo Fiermonte in Teheran
- Giacomo Gabrielli in Dov'è la libertà...?
- Marcello Mastroianni in Domenica d'agosto
- Vittorio Mottini in Abbasso la ricchezza!
- Francesco Mulè in Camilla
- Venditore di biciclette (attore non identificato) in Ladri di biciclette
- Voce di un animale in I pinguini ci guardano
- Voce narrante in Prima comunione, Viva il cinema!, La balena che voleva cantare all'Opera

## Riconoscimenti
- Golden Globe

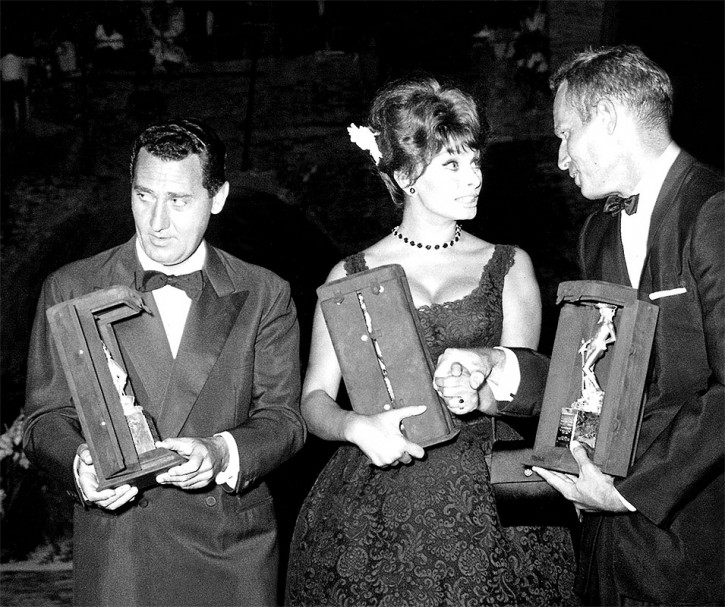
Alberto Sordi premiato nel 1961 al David di Donatello. Al suo fianco Sophia Loren e Charlton Heston

Alberto Sordi riceve il David di Donatello alla carriera, 1999

  - 1963 – Candidatura al miglior attore in un film commedia o musicale per I due nemici
  - 1964 – Miglior attore in un film commedia o musicale per Il diavolo
  - 1966 – Candidatura al miglior attore in un film commedia o musicale per Quei temerari sulle macchine volanti

- BAFTA
  - 1962 – Candidatura al miglior attore protagonista straniero per I due nemici

- Chicago International Film Festival
  - 1982 – Candidatura Gold Hugo per Io so che tu sai che io so

- David di Donatello
  - 1960 – Miglior attore protagonista per La grande guerra
  - 1961 – Miglior attore protagonista per Tutti a casa
  - 1966 – Miglior attore protagonista per Fumo di Londra
  - 1969 – Miglior attore protagonista per Il medico della mutua
  - 1972 – Miglior attore protagonista per Detenuto in attesa di giudizio
  - 1973 – Miglior attore protagonista per Lo scopone scientifico
  - 1977 – Miglior attore protagonista per Un borghese piccolo piccolo
  - 1981 – Medaglia d'Oro del comune di Roma
  - 1982 – Candidatura al miglior attore protagonista per Il marchese del Grillo
  - 1984 – Targa speciale
  - 1990 – David di Donatello speciale
  - 1994 – David di Donatello speciale
  - 1999 – David di Donatello speciale

- Nastro d'argento
  - 1954 – Miglior attore non protagonista per I vitelloni
  - 1956 – Miglior attore protagonista per Lo scapolo
  - 1959 – Candidatura al miglior attore protagonista per Il marito
  - 1960 – Miglior attore protagonista per La grande guerra
  - 1961 – Candidatura al miglior attore protagonista per Tutti a casa
  - 1962 – Candidatura al miglior attore protagonista per Una vita difficile
  - 1963 – Candidatura al miglior attore protagonista per Mafioso
  - 1968 – Candidatura al miglior attore protagonista per Un italiano in America
  - 1970 – Candidatura al miglior attore non protagonista per Nell'anno del Signore
  - 1972 – Candidatura al miglior attore protagonista per Bello, onesto, emigrato Australia sposerebbe compaesana illibata
  - 1977 – Miglior attore protagonista per Un borghese piccolo piccolo
  - 1981 – Candidatura al miglior attore protagonista per Io e Caterina
  - 1984 – Candidatura al miglior attore protagonista per Il tassinaro
  - 1995 – Nastro d'argento alla carriera
  - 2003 – Nastro d'argento speciale (postumo)

- Mostra del cinema di Venezia
  - 1959 – Premio speciale per la sua interpretazione per La grande guerra
  - 1995 – Leone d'oro alla carriera
  - 2001 – Premio Pietro Bianchi

- Art Film Festival
  - 1996 – Premio attore
  - 2001 – Diamond Awards

- Ciak d'oro
  - 1986 – Candidatura al miglior attore non protagonista per Troppo forte

- Festival cinematografico internazionale di Mosca
  - 1983 – Candidatura Gran Premio per Io so che tu sai che io so
  - 1983 – Premio speciale per "For the contribution to the cinema" per Io so che tu sai che io so

- Festival di Berlino
  - 1972 – Orso d'Argento per il miglior attore per Detenuto in attesa di giudizio

- Festival Internazionale del Cinema di Acapulco
  - 1963 – miglior attore – Mafioso
  - 1963 – Miglior attore per Il diavolo
- Giffoni Film Festival
  - 1994 – François Truffaut Award

- Globo d'oro
  - 1960 – Premio speciale della Giuria per Tutti a casa
  - 1969 – miglior attore per Il medico della mutua
  - 1981 – Miglior attore per Io e Caterina
  - 1982 – Miglior attore per Il marchese del Grillo
  - 2000 – Premio alla carriera

- Gran Premio Internazionale dello Spettacolo
  - 1990 – Telegatto per I Promessi Sposi
  - 1994 – Telegatto di platino alla carriera

- Grolla d'oro
  - 1958 – Miglior attore per Il marito e Ladro lui, ladra lei
  - 1961 – Miglior attore per Tutti a casa
  - 1966 – Premio speciale per Fumo di Londra
  - 1977 – Miglior attore per Un borghese piccolo piccolo
  - 1989 – Premio alla carriera
  - 1995 – Miglior attore per Romanzo di un giovane povero

- Leggio d'oro
  - 1995 – Menzione speciale

- Premio Flaiano
  - 1992 – Premio alla carriera

- Premio Vittorio De Sica
  - 1979 – Premio attore Cinema Italiano
  - 2001 – Premio attore Cinema Italiano

- Taormina film fest
  - 1990 – Cariddi alla carriera

- Una vita per il cinema
  - 1959 – Medaglia d'oro
  - 1969 – Vittoria alata
  - 1970 – Vittoria di Samotracia
  - 1971 – Vittoria di Samotracia
  - 1977 – Vittoria di Samotracia
  - 1986 – Vittoria di Samotracia
  - 1991 – Vittoria di Samotracia

## Doppiatori italiani
Nei seguenti film, Sordi si trovò come interprete a essere doppiato da:
- Gualtiero De Angelis in Cuori nella tormenta
- Carlo Romano in Il Passatore

## Compositore e cantante
Il primo contatto di Sordi con la musica avviene già tra il 1939 e il 1942, periodo in cui doppia il personaggio di Ollio, nel film I diavoli volanti che include anche un intermezzo cantato, Guardo gli asini che volano nel ciel, rielaborazione di A Zonzo di Ernesto Bonino.
Soprattutto negli anni Quaranta, scrisse (sotto lo pseudonimo Maestro Gambara) e interpretò alcune canzoni o, come li definì lui stesso, ritmi lenti di satira leggera. Tra le altre: Nonnetta, Carcerato, Cerco una donna, Il bimbo che non conobbe infanzia, L'alpino. Alcune le ricantò nel 1957 in Carosello, negli sketch per la casa vinicola Gancia, unici episodi che lo videro protagonista nella nota rubrica pubblicitaria.
Nello stesso anno, Sordi si iscrisse alla SIAE come suonatore di mandolino, strumento che conosceva in virtù dei suoi trascorsi militari. Ottenne la qualifica di "Compositore melodista".
- 1942: Guardo gli asini che volano nel ciel (Gino Filippini) cantata da Alberto Sordi nel film I diavoli volanti doppiando Oliver Hardy
- 1966: You never told me (Alberto Sordi, Piero Piccioni) cantata da Julie Rogers nel film Fumo di Londra e in italiano da Mina con il titolo Breve amore
- 1966: Richmond bridge (Alberto Sordi, Piero Piccioni) cantata da Lydia MacDonald nel film Fumo di Londra
- 1967: Walk song (Alberto Sordi, Piero Piccioni) cantata da Lydia MacDonald nel film Un italiano in America e in italiano da Christy con il titolo Amore amore amore amore
- 1969: Luna non sei nessuna (Alberto Sordi, Piero Piccioni) del film Amore mio aiutami; Alberto Sordi cantò lo spin-off della canzone, conosciuto anche come Luna non sei più tu
- 1970: Il presidente del Borgorosso Football Club (singolo) (Alberto Sordi, Piero Piccioni) - tema del film omonimo
- 1973: Ma 'ndo... Hawaii? (Alberto Sordi, Piero Piccioni) cantata da Alberto Sordi e Monica Vitti nel film Polvere di stelle
- 1981: E va'... E va'... (Franco Migliacci/Claudio Mattone)
- 1981: Mia cara Olimpia... (Alberto Sordi, Nicola Piovani) - breve versione cantata della Gavotta di Olimpia tema del film Il marchese del Grillo

## Discografia

### Album
- 1971 – Alberto Sordi (RCA Italiana, PSL 10514)
- 1973 – Alberto Sordi (Music Parade Cetra, LEL 61)
- 1973 – Buonasera amici miei carissimi (Fonit Cetra, LPX 75)
- 1991 – Le canzoni di Alberto Sordi (CGD, 9031 75659-1)
- 1997 – Le canzoni di Alberto Sordi (Mercury Records, 534 869-2)
- 1998 – Splendore dell'acqua con Monica Vitti - (BMG Ricordi, 74321 56713 2)
- 2003 – Storia di un italiano
- 2003 – Le più belle canzoni (Warner Music Italy)
- 2005 – Le più belle canzoni e i ricordi di Alberto Sordi (Warner Strategic Marketing Italy, 5050487-9735-2-7)
- 2007 – Alberto Sordi (Rhino Entertainment)
- 2009 – La radio di Alberto Sordi. Comprendi l'importanza? (Twilight Music, TWI CD AS0947)

### Singoli
- 1958 – Nonnetta/Carcerato (Fonit, SP 30275)
- 1958 – Il bimbo/Finalmente solo (Fonit, SP 30276)
- 1958 – Il gatto/Il milionario (Fonit, SP 30277)
- 1958 – Cerco una donna/Fanciulla (Fonit, SP 30278)
- 1970 – Il presidente del Borgorosso Football Club/Free Mote One (Cinevox, MDF 020; lato B strumentale di Piero Piccioni)
- 1973 – Ma 'ndo...Hawaii/Hello Boys (General Music, ZGE 50468; lato A con Monica Vitti; lato B eseguito da Nora Orlandi)
- 1981 – E va'...e va'.../Il gatto (Easy Records Italiana, ER 006)

## Programmi radiofonici Eiar
- Le avventure di Pinocchio, racconto a puntate per le scuole elementari (marzo 1942)
- La leggenda di Francesca, tragedia allegra di Guglielmo Guasta, musiche di Zita Lana e Alberto Montanaro, con Alberto Sordi, Gustavo Conforti, orchestra Spaggiari, regia di Silvio Gigli, trasmessa il 15 marzo 1942.
- La leggenda della civiltà...E il fuoco ride!, fantasia radiofonica di Riccardo Aragno, orchestra Manno, con Rina Franchetti, Wanda Tettoni, Alberto Sordi, Gustavo Conforti, regia di Silvio Gigli, trasmessa il 20 marzo 1942.
- Paradiso per tutti, rivista di Mario Brancacci e De Matteo, orchestra Spaggiari, con Wanda Tettoni, Alberto Sordi, Aleardo Ward, regia di Silvio Gigli, trasmesso il 15 aprile 1942.
- Il gioco dell'oca, fantasia musicale di Riccardo Morbelli, orchestra Spaggiari, con Rina Franchetti, Alberto Sordi, Barbara Landi, Wanda Tettoni, regia di Silvio Gigli, trasmessa 22 aprile 1942.

## Programmi radiofonici Rai
- Oplà (1947)
- La fu signora suocera di Georges Feydeau, farsa con Laura Carli, Stefano Sibaldi, Alberto Sordi, Zoe Incrocci regia di Alberto Casella, trasmessa il 28 febbraio 1949.
- Vi parla Alberto Sordi, appuntamento settimanale (1947-1950)
- Rosso e nero (1951)
- Alberto Sordi al microfono, programma settimanale tra gennaio e febbraio (1952)
- Il teatrino di Alberto Sordi, regia di Riccardo Mantoni, settimanale dal 6 maggio al 24 giugno 1952.
- Io, Alberto Sordi, settimanale (1968)
- Il conte Claro, in Gran varietà, settimanale, con Gianni Agus e Wanda Tettoni (1969-1970)

## Onorificenze

### Tributi

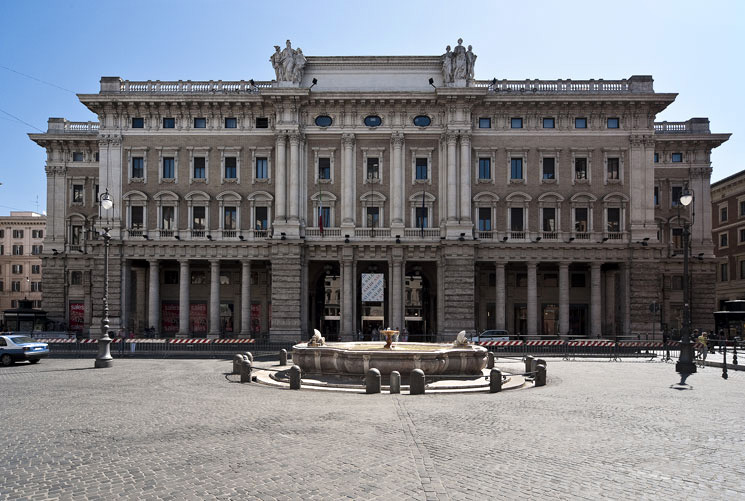
Galleria Alberto Sordi (esterno)

Nel 1999 gli venne consegnato, su ideazione del regista Angelo Antonucci, il premio "Reggia d'oro" per l'interpretazione, come primo film da protagonista, del film I tre aquilotti, ambientato alla Reggia di Caserta.
Il 7 dicembre 2003 gli fu intitolata la restaurata galleria Colonna a Roma, divenuta dunque galleria Alberto Sordi. Sempre a Roma, il 16 febbraio 2013 è stato inaugurato all'interno di Villa Borghese un viale dedicato ad Alberto Sordi, alla presenza della sorella dell'attore, Aurelia, e del sindaco Gianni Alemanno. La città di Grosseto ha dedicato ad Alberto Sordi il viale principale nel nuovo quartiere del Casalone, così come successo a Cagliari - Pirri, Taranto, Noceto (PR), a Jesolo (VE); a Castiglioncello (LI), dove frequentemente trascorreva le sue vacanze gli fu dedicato un lungomare. Anche Vigevano (PV), Guidonia Montecelio (RM), Orta di Atella (CE), Sabaudia (LT), Capaci (PA), Misterbianco (CT), Ponte San Giovanni (PG), San Nicola la Strada (CE), Grugliasco (TO), Valenzano (BA), Frosinone, Ragusa e Taranto gli hanno dedicato una via.
Ad Alberto Sordi è stato dedicato il film del 2003 di Ettore Scola Gente di Roma.

Dal 2004 viene consegnato il premio speciale Leggio d'oro "Alberto Sordi" agli attori che si sono distinti dell'ambito del doppiaggio, del teatro, della televisione o del cinema. Tale premio viene conferito durante l'annuale edizione del Leggio d'oro, ed è stato dedicato all'attore perché egli fu il primo vincitore dello stesso premio nel 1995, per il doppiaggio di Oliver Hardy in Stanlio e Ollio.

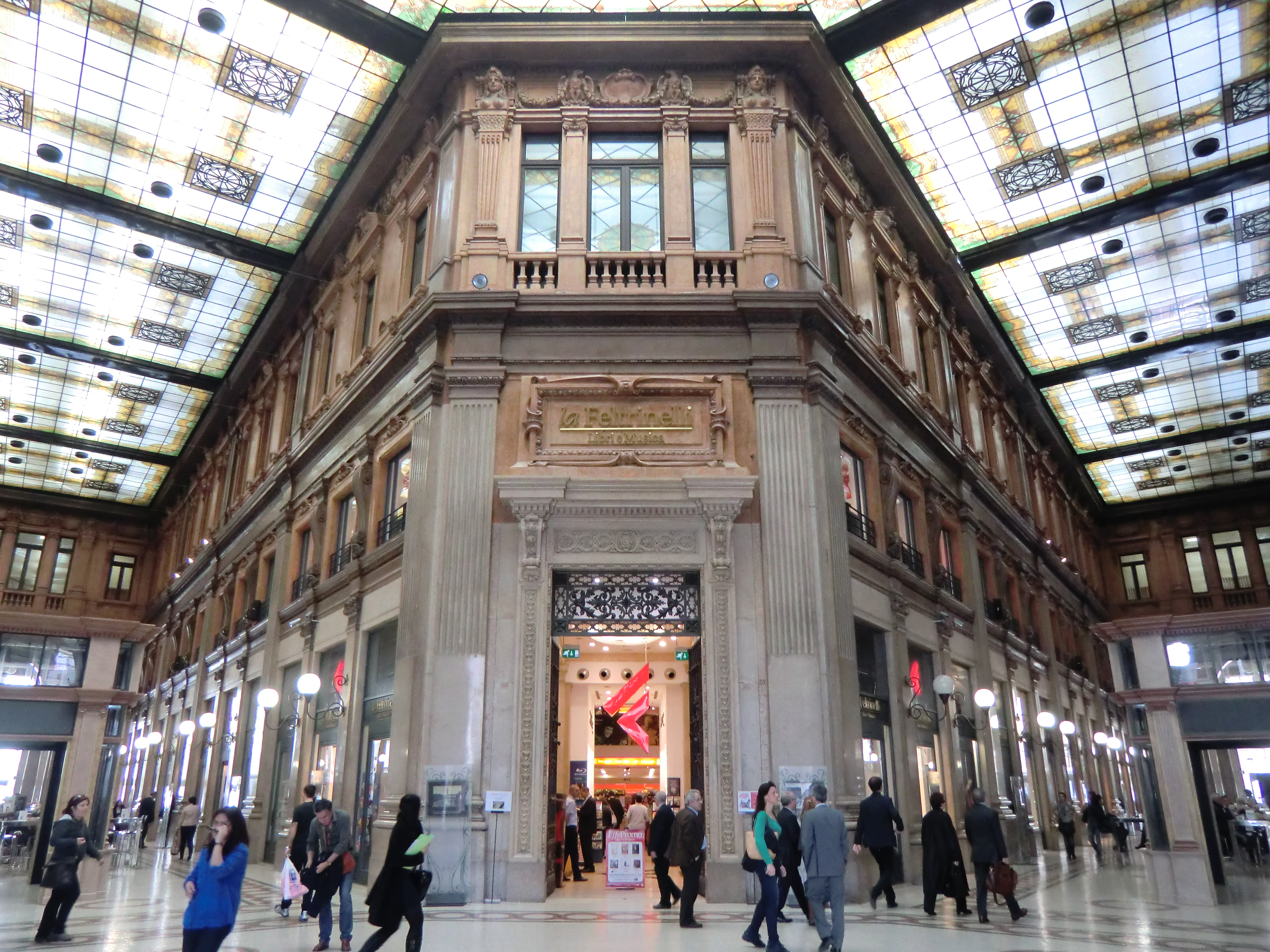
Galleria Alberto Sordi (interno)

Nel 2011 il Bif&st di Bari ha assegnato un premio intitolato ad Alberto Sordi per il miglior attore non protagonista tra i film del festival.
Ad Alberto Sordi è stata dedicata una scuola a Roma, l'Istituto comprensivo “Alberto Sordi”, nata dall'unione delle Scuole Medie Statali "PierLuigi Nervi" di piazzale Hegel e "Giacomo Puccini” di piazza Giuseppe Gola.
Dal 14 febbraio al 31 marzo 2013 il Vittoriano di Roma ha ospitato la mostra Alberto Sordi e la sua Roma, dedicata soprattutto al suo rapporto con la città natale.
Nel 2017 si è tenuta a Buenos Aires una mostra di fotografie, costumi e una serie di film su alcuni dei suoi film emblematici.
Gli è stato dedicato un asteroide, 83657 Albertosordi.